# A Fazenda 13
A Fazenda 13 foi a décima terceira temporada do reality show brasileiro A Fazenda, da RecordTV, sendo exibida de 14 de setembro de 2021 a 16 de dezembro de 2021. A temporada teve a apresentação de Adriane Galisteu, substituindo Marcos Mion após três temporadas. Com direção de Fernando Viudez e direção de núcleo de Rodrigo Carelli, a temporada contou com 22 participantes na disputa, localizada em Itapecerica da Serra, São Paulo.
O vencedor da temporada foi o influenciador digital Rico Melquiades, que enfrentou o educador físico Bil Araújo, a escritora Solange Gomes e a influenciadora digital Marina Ferrari na final do programa. Rico recebeu 1,5 milhão de reais e Bil foi premiado com um carro zero quilômetro por seu segundo lugar.

## Exibição
O programa foi exibido diariamente pela RecordTV. A transmissão também foi realizada em pay-per-view (PPV) 24 horas por dia, através do serviço de streaming para assinantes do PlayPlus com 8 câmeras disponíveis. Foi exibido de segunda a sábado às 22:45 e aos domingos às 23:15.
A reta final da temporada iniciou após a eliminação de Mileide Mihaile, em 09 de dezembro de 2021, e perdurou por 7 dias, abarcando as últimas 4 eliminações até a Grande Final em 16 de dezembro de 2021.

## Formato
A décima terceira temporada possuiu 22 participantes. O cronograma do reality foi o mesmo de sua temporada anterior.
- Segunda-feira: Exibição da Prova de Fogo.
- Terça-feira: Votação para a Roça.
- Quarta-feira: Prova do Fazendeiro.
- Quinta-feira: Eliminação.
- Sexta-feira: Compacto da convivência + início da festa.
- Sábado: Resumo da festa de sexta-feira.
- Domingo: Compacto da convivência.

Nesta temporada foi colocado o Paiol, um local no qual quatro participantes ficaram pré-confinados para disputarem uma vaga para entrar no programa. Na estreia do reality, Adriane Galisteu revelou, em conversa com os participantes, que seria realizada uma prova de pontaria entre eles. Dayane Mello, Dynho Alves, Mussunzinho, Nego do Borel, Solange Gomes e Victor Pecoraro já estavam fora da competição, por estarem na Baia. A prova consistia em acertar um pino vermelho em uma mesa de madeira. Para cada acerto, a pessoa continuava na disputa e eliminava um adversário. A prova terminou depois que restaram apenas quatro competidores, Aline Mineiro, Erasmo Viana, Gui Araujo e Mileide Mihaile, que ganharam o direito de disputar a primeira Prova do Fazendeiro da temporada.
Nesta edição houve semanalmente a "Dinâmica dos Ovos Dourados" como forma de sortear os competidores que disputaram a Prova de Fogo. Em um painel na sala há 20 caixinhas com portas, era necessário acertar o número da caixinha onde estão os ovos dourados para disputar a prova. O perdedor da Prova de Fogo de cada semana escolhia obrigatoriamente um participante para morar na Baia durante uma semana inteira com ele. O primeiro fazendeiro foi Gui Araujo, numa prova ao vivo de A Fazenda.
Em A Fazenda 13, os confinados não foram divididos em grupos: o jogo foi individual. A formação da Roça continuou a ser composta por três peões, sendo quatro competidores indicados na votação. Apenas três peões podiam realizar a Prova do Fazendeiro, com o quarto indicado à roça tirando a oportunidade de um dos concorrentes de voltar fazendeiro e se livrar da roça.
- Baia: É o local em que o cavalo dorme, mas também onde a cada semana peões são enviados para passar alguns dias após a perda do direito de permanecer na sede. Os perdedores da Prova de Fogo devem indicar um integrante, cada um, para passar uma semana completa na Baia com eles.
- Paiol: O Paiol foi o local no qual quatro famosos ficaram em uma disputa para ficar com a 21ª vaga da edição. O local era separado da casa e ficava em outro ambiente.[8]
- Prova Final: A Prova Final foi disputada pelos competidores que ainda continuavam no jogo até a décima terceira semana, divididos em duplas. O vencedor foi a dupla composta por Dynho Alves e MC Gui, que derrotou as duplas dos outros competidores (Aline Mineiro, Bil Araújo, Marina Ferrari, Rico Melquiades, Solange Gomes e Sthe Matos). Com o resultado, Dynho e MC Gui ganharam um carro no valor de R$ 80 mil, cada um.

### Protocolo de segurança
Assim como em A Fazenda 12, a décima terceira temporada do reality rural seguiu todos os protocolos de segurança de prevenção ao coronavírus. Em 3 de setembro de 2021, os peões foram confinados em um hotel em Embu das Artes, na Grande São Paulo. Os participantes entraram na sede após cumprirem o período de isolamento social de 10 dias, onde realizaram todos os testes necessários.

### A sede
Situada em Itapecerica da Serra, na Grande São Paulo, a sede do programa teve a decoração e os ambientes renovados. As paredes internas da casa são de tijolinhos de barro e madeira. A sala mistura elementos rústicos, modernos e tradicionais, como chapéus de palha e móveis de couro, um grande leque azul na parede e almofadas coloridas no sofá também azul, com um tapete persa que destaca o ambiente.
A cozinha da sede é integrada com a sala. Dessa forma, os peões podem se ver a todo momento, além de facilitar a captação das imagens. Entre os dois ambientes, foram colocadas poltronas e pufes. O balcão de cozinha é branco, enquanto os armários têm um tom acobreado. Os eletrodomésticos, contudo, são pretos, com exceção da geladeira e do freezer, que são dourados. Uma mesa comprida em tora de madeira, com espaço para 16 cadeiras, domina o espaço. Do mesmo modo que no resto da sede, há um contraste entre o rústico e o moderno.
No quarto da sede, a decoração se mostra um pouco mais minimalista, com camas claras e tons mais suaves. Na parte exterior, as paredes da sede na cor vermelha e salmão predominam com pedras cinzas, as janelas são verdes e o telhado é azul. A área de lazer conta com deck, jacuzzi, piscina, mesas, cadeiras, sofás e espreguiçadeiras confortáveis. Uma das novidades é a academia coberta, que nas edições anteriores era ao ar livre. Neste espaço os peões ficam livres para cuidar do corpo e, ocasionalmente, falar sobre o jogo e articular estratégias.
Ainda na parte externa fica o recinto de provas, que trata-se de um galpão enorme onde são montadas as estruturas para a Prova de Fogo e a Prova do Fazendeiro. A Baia, onde a cada semana peões são enviados para passar alguns dias dormindo com o cavalo, também foi reformada, mas o tradicional chuveiro de água fria foi mantido.

### Paiol
No dia 13 de setembro de 2021, através do TikTok, foram anunciados 4 peões que fariam parte da Paiol: Alisson Jordan, Sthe Matos, Mah Tavares e Krawk, em que apenas um seria selecionado pelo público e estaria imune à primeira roça.
Sthe Matos foi a participante mais votada e entrou na sede no dia 17 de setembro. Os outros três concorrentes à 21ª vaga voltaram para casa no mesmo dia.
| Candidato      | Idade   | Ocupação               | Origem           | Resultado     |
| -------------- | ------- | ---------------------- | ---------------- | ------------- |
| Alisson Jordan | 28 anos | Dançarino              | Porto Velho - RO | Não escolhido |
| Krawk          | 24 anos | Cantor                 | Osasco - SP      | Não escolhido |
| Mah Tavares    | 19 anos | Influenciadora digital | Indaiatuba - SP  | Não escolhida |
| Sthe Matos     | 22 anos | Influenciadora digital | Salvador - BA    | Escolhida     |

### Instrutores
Durante o tempo em que estão em confinamento, os peões têm que realizar diversas tarefas diárias envolvendo os animais e a plantação, sendo acompanhados por instrutores que ensinam como cuidar dos bichos e fazer a manutenção geral da fazenda.
- Diogo Barbieri — Caseiro
- Fernanda Manelli — Zootecnista
- Victor Pupo — Veterinário

### SofáZenda
O humorista Márvio Lúcio, conhecido como Carioca comanda o “SofáZenda”, quadro que tem um cenário fixo simulando uma sala de TV. Com boas doses de humor e muita descontração, Carioca acompanha tudo o que acontece no confinamento, opinando e torcendo como o telespectador, podendo de vez em quando interagir com Adriane Galisteu em ocasiões propícias para isso. Em "SofáZenda", o humorista interpreta a si mesmo e também sua esposa em um esquete no qual os dois personagens falam sobre os acontecimentos da semana do reality show.

### Cabine de Descompressão
A décima terceira temporada de A Fazenda conta com a Cabine de Descompressão, exibida com exclusividade aos assinantes da plataforma PlayPlus, na qual Lidi Lisboa e Lucas Maciel entrevistam o eliminado da semana minutos após o ocorrido, lhe questionando sobre suas atitudes, mostrando vídeos do confinamento e falando sobre a reação do público nas redes sociais.

## Controvérsias

### Desistência de Medrado
Em 23 de setembro de 2021, a participante Medrado desistiu do confinamento do jogo após alguns desentendimentos com os participantes Tati Quebra Barraco e Rico Melquiades, o que fez a saúde mental da rapper ficar abalada. Anteriormente, Medrado havia tocado o sino pela primeira vez para desistir do jogo, mas foi amparada por Aline Mineiro, Gui Araujo e Dayane Mello.
Devido à sua desistência, Medrado foi bastante criticada nas redes sociais, sendo chamada de "arregona", além de ter sido alvo de provocações de seus rivais do reality show Power Couple Brasil, Déborah Albuquerque e Bruno Salomão.
Em 1 de outubro de 2021, a vaga deixada por Medrado passou a ser ocupada por Lary Bottino.

### Acusação de estupro e expulsão de Nego do Borel
Em 25 de setembro de 2021, o cantor Nego do Borel foi acusado pelos telespectadores de estuprar a modelo Dayane Mello, que talvez estivesse bêbada demais para consentir, após a festa Glow In The Dark. Após uma forte indignação nas redes sociais, os cinco principais patrocinadores da décima terceira temporada de A Fazenda (Ambev, TikTok, Seda, Banco Original e Aurora Alimentos) exigiram a expulsão de Nego do programa para a RecordTV.
Mais tarde naquele dia, a expulsão foi confirmada pela rede, após a produção revisar as filmagens e coletar o depoimento de Dayane, tanto para os espectadores, quanto para os competidores na Fazenda.
No entanto, a RecordTV foi criticada quando, durante o episódio de destaques que foi ao ar naquela noite no horário nobre, a relação entre os dois concorrentes foi editada e mostrada de forma romantizada e tendenciosa a favor de Nego. Além disso, duas cenas em que ele aparece puxando Dayane de volta para a cama e outra onde ela lhe diz para "parar" foram cortadas do programa principal sem explicação. O tratamento da situação pela rede e pela produção também foi criticado pelos telespectadores e pela imprensa por seu retrato sexista e superexposto, culpa da vítima e suposta negligência durante o ato. Enquanto isso, a apresentadora Adriane Galisteu, foi elogiada por seu breve discurso emocional sobre consentimento sexual no final do show.
Em 26 de setembro de 2021, a Polícia Civil do Estado de São Paulo anunciou que o Nego do Borel será intimado para depor sobre as denúncias. Na ocasião ele será enlarguecido pelas autoridades.

### Acusações de racismo

#### Dayane Mello
Em setembro de 2021 Dayane contou que não pode tomar sol, pois as marcas que a contratam para campanhas não gostam quando ela está mais morena. Segundo ela, preferem uma "beleza um pouco mais elegante". O comentário foi considerado "preconceituoso" e "erradíssimo" por profissionais da indústria fashion, como estilistas e donos de agências. De acordo com a modelo negra e plus size Dani Rudz, a fala reflete o que se aprende no mundo da moda.

#### Gui Araujo
Em outubro de 2021, o peão Gui Araujo conversava com os demais peões sobre a dificuldade de falar outros idiomas, quando deu um exemplo de falar incorreto, dizendo que "parece que é um índio falando, né?".

### Acusações de agressão

#### Dynho Alves
Na madrugada de 7 de outubro de 2021, Tiago Piquilo retornou à sede após a conclusão da terceira roça e os integrantes do chamado “grupão” se vangloriaram com a saída de Erika Schneider do reality. Rico Melquiades ouviu Tati Quebra Barraco debochar da saída de Erika, se descontrolou com o fato da funkeira não cair em suas provocações e foi para a despensa com a meta de jogar o café fora, como havia comentado que faria para provocar seus adversários. Erasmo Viana e Bil Araújo cercaram Rico Melquiades e tiraram o pote de café pedindo para o peão ter calma, mas Rico recuperou o pote e saiu correndo para fora da sede para cumprir com a promessa. Dynho Alves, por sua vez, se revoltou com Rico, o então fazendeiro da semana, após ele jogar todo o café fora.
Na sequência, o participante Rico Melquiades retornou para a sede gritando e provocou Dynho Alves, que estava sendo contido por Tiago Piquilo, Erasmo Viana e Tati Quebra Barraco, acusando o peão de tentar agredi-lo colocando o pé para ele cair no chão: "Ele colocou o pé pra eu cair", reclamou Rico em conversa com Dayane Mello e Aline Mineiro em frente ao closet (local onde os peões costumam ter contato com a produção do reality).
Ainda na madrugada, a equipe de Rico Melquiades emitiu um comunicado informando que a RecordTV estava analisando as imagens. No Twitter, a hashtag pedindo a expulsão de Dynho ficou entre os assuntos mais comentados. Durante o programa, não houve nenhum pronunciamento da emissora sobre o ocorrido e o pedido de expulsão.

#### Victor Pecoraro
Em um segundo momento da madrugada de 7 de outubro de 2021, quando a discussão ente Dynho Alves e Rico Melquiades tinha terminado, Victor Pecoraro despejou uma jarra de iogurte na cabeça de Rico. Logo após começou uma 'guerra' de condimentos e o ator chegou a jogar uma garrafa em Rico, o que configura agressão. Revoltado com a atitude, o humorista pegou a primeira garrafa que estava na mesa e jogou o líquido na direção de Victor para revidar, mas viu o ator usar o seu chapéu de fazendeiro para se proteger.
Os responsáveis pelos perfis de Rico Melquiades relataram que a RecordTV foi acionada pela existência de duas tentativas de 'colocar em risco a integridade física' do peão. Nas redes sociais, os fãs pediram a expulsão de Dynho e Victor pelos atos de agressão, mas não houve nenhum pronunciamento da RecordTV sobre o assunto.

#### Dayane Mello e Rico Melquiades
Na noite do dia 12 de novembro de 2021, durante a "Festa Laje", as peoas Dayane Mello e Valentina Francavilla, se desentenderam com o peão Rico Melquiades, onde ele alegava que Valentina o decepcionou muito em relação ao jogo, e o humorista alegou que Dayane era preconceituosa e racista; semanas antes, os peões eram fortes aliados no jogo, mas as duas começaram a se desentender com Rico por certas atitudes do jogo e por dificuldades de convivência com o peão. Rico Melquiades partiu pra cima de Dayane Mello, estando de pé, enquanto que a peoa se encontrava sentada, pedindo para que ele se afastasse. A briga foi acalorada e, durante a festa, as imagens foram cortadas pelo serviço de streaming.
Surgiram, dos dois lados, acusações de empurrão e cuspe. A modelo alegou que Rico, durante a briga, estava empurrando-a e cuspindo enquanto falava. A peoa Marina Ferrari se aproximou de Bil Araújo e comentou que Rico teria sido empurrado por Dayane. No Twitter, os fãs de Rico e Dayane repercutiram o momento, subindo as frases "Força Dayane" e "Rico Não Mentiu" aos assuntos mais comentados da rede social.

### Acusações de psicofobia

#### Gui Araujo
Durante uma dinâmica em 31 de outubro de 2021, o peão Gui Araujo utilizou novamente os remédios para depressão de Valentina Francavilla para atacar a participante.
A situação foi motivada após Gui Araujo subestimar a inteligência de Marina Ferrari de forma irônica: “Ela diz que na maioria das vezes eu sei de tudo, mas na minha opinião, ela se esforça pra não saber nada. Não sabe que o fogo queima, que a planta é artificial, que a escada é para descer…”. Valentina não gostou dos ataques de Gui e saiu em defesa da amiga: “Humilha mais a Marina, humilha. Estamos todos escutando aqui”.
Gui Araujo então rebateu: “Já já te chamam no closet”, fazendo referência aos remédios para depressão que a peoa recebe no local. Completamente indignada, Valentina questionou: “O quê? Você está usando um problema meu contra mim?” Ainda rebatendo, Gui respondeu: “Não, porque aí você fica de boa, de bem”.
Os internautas não toleraram a postura do participante e repudiaram suas falas no Twitter, alcançando os trending topics. A web o acusou de psicofobia, um tema que foi bastante recorrente durante A Fazenda 12 através dos conflitos da participante Raissa Barbosa.
A equipe de Valentina afirmou que irá processar Gui Araujo devido os comentários feitos pelo peão: “Gui Araujo, eu não sei o que a sua equipe vai fazer em relação ao que você fez, mas pode ter certeza que a equipe da Valentina já coletou todos os vídeos em que você faz chacota da Valentina sobre ela se medicar! Você será processado por isso, não tenha dúvidas! Psicofóbico!”, diz a publicação postada nas redes sociais da participante. Não foi a primeira vez que Gui Araujo falou sobre os remédios de Valentina.

### Acusações de homofobia

#### Dynho Alves
Após uma discussão iniciada por Rico Melquiades com Sthe Matos, envolvendo também Bil Araújo e Dynho Alves, no dia 29 de outubro de 2021, Dynho começou a imitar o participante Rico, reproduzindo de maneira pejorativa sua forma de andar, de falar e de lavar as mãos, enquanto ria, juntamente com Bil, Erasmo Viana, Gui Araujo, MC Gui e Sthe. Em seguida, Dynho bateu o próprio chinelo no chão e começou a dar socos no sofá da sala, sugerindo agressão física contra o humorista. Pouco depois do ocorrido, a tag "Rico merece respeito" apareceu nos trending topics no Twitter. As atitudes do dançarino provocaram indignação nas redes sociais e o participante foi acusado de homofobia.

#### Erasmo Viana
Em uma conversa com Gui Araujo sobre atividades físicas praticadas no Parque Ibirapuera, em São Paulo, no dia 2 de novembro de 2021, Erasmo Viana relatou incomodar-se com a presença de papéis higiênicos sujos e preservativos usados nas dependências do parque, resultado de relações sexuais praticadas por casais homossexuais. Como forma de solucionar o problema, o modelo relatou ter procurado o então prefeito Bruno Covas, além de sugerir combater os praticantes com armas de paintball. “Um dia vou pegar uma arma de paintball e vou lá com os caras e sair à noite soltando o pau”, afirmou Erasmo.
As declarações provocaram revolta nas redes sociais, e o participante foi acusado de homofobia. No dia 8 de novembro de 2021, depois de ser eliminado da competição, Erasmo utilizou seu Instagram para retratar-se publicamente sobre o ocorrido.

### Roupa rasgada
No dia 15 de novembro de 2021, após uma sequência de discussões entre os peões Rico Melquiades e Dayane Mello, a modelo pegou uma faca e cortou o casaco do humorista. Na hora, ela foi repreendida tanto por Valentina Francavilla quanto pelos fãs do programa na web, que logo subiram a tag "faca não é entretenimento".
"Vou cortar as roupas dele inteiras, todas as meias, ele não vai ter uma roupa para botar, vai ter que pedir meia emprestada. Ele não vai sair assim, ileso. Preciso esconder as minhas coisas. Estou com muita raiva, não vou descansar até quebrar tudo!", disse a modelo. Os dois, que eram grandes amigos semanas antes, acabaram marcando uma grande rivalidade após uma série de desentendimentos.

## Participantes
A temporada contou com 22 participantes em busca pelo prêmio.
No dia 9 de setembro, em uma coletiva de imprensa através do Hoje em Dia, foram divulgados 7 peões: Victor Pecoraro, Mussunzinho, Liziane Gutierrez, Nego do Borel, Tati Quebra Barraco, Bil Araújo e Mileide Mihaile. No dia 10 de setembro, durante a programação do Balanço Geral, foram divulgadas 2 peoas: Dayane Mello e Valentina Francavilla. No dia 11 de setembro, através do perfil do programa no TikTok, mais uma peoa foi anunciada: Medrado. No dia 12 de setembro, através do mesmo perfil no TikTok, mais um peão foi anunciado: Gui Araujo. No dia 13 de setembro, através do TikTok, mais uma peoa foi anunciada: Marina Ferrari. Ainda, dois peões, MC Gui e Tiago Piquilo, foram confirmados no especial que antecedeu a estreia do programa e revelou a dinâmica do Paiol TikTok. Já no dia 14 de setembro, antes da temporada estrear, foram confirmados mais dois peões no Cidade Alerta: Solange Gomes e Rico Melquiades. Os últimos quatro participantes (Aline Mineiro, Dynho Alves, Erasmo Viana e Erika Schneider) foram confirmados apenas na estreia. No dia 17 de setembro, Sthe Matos foi a escolhida do público no Paiol TikTok para ocupar a vigésima primeira e última vaga da temporada. Após a desistência de Medrado, Lary Bottino foi revelada como sua substituta no dia 29 de setembro.
Abaixo a lista dos participantes desta edição, com as ocupações listadas pelo site oficial do programa e com as respectivas idades durante o início das gravações.
| Participante                                     | Profissão                           | Resultado                                |
| ------------------------------------------------ | ----------------------------------- | ---------------------------------------- |
| Rico Melquiades 29 anos, Maceió - AL             | Humorista e influenciador digital   | Vencedor em 16 de dezembro de 2021       |
| Bil Araújo 29 anos, Vila Velha - ES              | Educador físico e modelo            | 2º lugar em 16 de dezembro de 2021       |
| Solange Gomes 47 anos, Rio de Janeiro - RJ       | Escritora e colunista               | 3º lugar em 16 de dezembro de 2021       |
| Marina Ferrari 28 anos, Maceió - AL              | Influenciadora digital e empresária | 4º lugar em 16 de dezembro de 2021       |
| Dynho Alves 26 anos, Ponta Porã - MS             | Cantor e dançarino                  | 15º eliminado² em 14 de dezembro de 2021 |
| Sthe Matos 22 anos, Salvador - BA                | Influenciadora digital              | 15ª eliminada² em 14 de dezembro de 2021 |
| Aline Mineiro 30 anos, São Paulo - SP            | Atriz e empresária                  | 13ª eliminada¹ em 13 de dezembro de 2021 |
| MC Gui 23 anos, São Paulo - SP                   | Cantor                              | 13º eliminado¹ em 13 de dezembro de 2021 |
| Mileide Mihaile 32 anos, Imperatriz - MA         | Influenciadora digital              | 12ª eliminada em 9 de dezembro de 2021   |
| Dayane Mello 32 anos, Joinville - SC             | Empresária e modelo                 | 11ª eliminada em 2 de dezembro de 2021   |
| Gui Araujo 33 anos, São Paulo - SP               | Apresentador e empresário           | 10º eliminado em 25 de novembro de 2021  |
| Valentina Francavilla 41 anos, Roma - Itália     | Atriz e radialista                  | 9ª eliminada em 18 de novembro de 2021   |
| Tiago Piquilo 37 anos, Fartura - SP              | Cantor e compositor                 | 8º eliminado em 11 de novembro de 2021   |
| Erasmo Viana 36 anos, Salvador - BA              | Empresário e influenciador digital  | 7º eliminado em 4 de novembro de 2021    |
| Tati Quebra Barraco 42 anos, Rio de Janeiro - RJ | Cantora e compositora               | 6ª eliminada em 28 de outubro de 2021    |
| Lary Bottino 23 anos, Rio de Janeiro - RJ        | Influenciadora digital e modelo     | 5ª eliminada em 21 de outubro de 2021    |
| Victor Pecoraro 43 anos, São Caetano do Sul - SP | Ator                                | 4º eliminado em 14 de outubro de 2021    |
| Erika Schneider 30 anos, São Roque - SP          | Bailarina e influenciadora digital  | 3ª eliminada em 7 de outubro de 2021     |
| Mussunzinho 28 anos, Rio de Janeiro - RJ         | Ator                                | 2º eliminado em 30 de setembro de 2021   |
| Nego do Borel 29 anos, Rio de Janeiro - RJ       | Cantor                              | Expulso em 25 de setembro de 2021        |
| Liziane Gutierrez 35 anos, Rio de Janeiro - RJ   | Modelo e influenciadora digital     | 1ª eliminada em 23 de setembro de 2021   |
| Medrado 28 anos, Guarulhos - SP                  | Cantora e compositora               | Desistente em 23 de setembro de 2021     |

Nota 1: Aline Mineiro e MC Gui foram eliminados simultaneamente na primeira Roça Especial.

Nota 2: Dynho Alves e Sthe Matos foram eliminados simultaneamente na segunda Roça Especial.

## Histórico

### Prêmios extras
A temporada trouxe outros prêmios extras no valor de R$ 500.000 ao longo do programa.
| Semana | Prova                                         | Prêmio                             | Ganhador    | Mediador   |
| ------ | --------------------------------------------- | ---------------------------------- | ----------- | ---------- |
| 1      | Baú da Sorte                                  | R$ 3.000                           | Tati        | Tati       |
| 1      | Baú da Sorte                                  | R$ 4.000                           | Dayane      | Tati       |
| 1      | Baú da Sorte                                  | R$ 5.000                           | Tiago       | Tiago      |
| 1      | Baú da Sorte                                  | R$ 6.000                           | Valentina   | Valentina  |
| 1      | Baú da Sorte                                  | R$ 7.000                           | Erasmo      | Nego       |
| 1      | Baú da Sorte                                  | R$ 8.000                           | Gui Araujo  | Gui Araujo |
| 1      | Baú da Sorte                                  | R$ 9.000                           | Nego        | Tiago      |
| 1      | Baú da Sorte                                  | R$ 10.000                          | Dynho       | Dynho      |
| 1      | Baú da Sorte                                  | Carro 0 km no valor de R$ 80.000   | Medrado     | Valentina  |
| 1      | Chama Amarela Concedido pela "Prova de Fogo"  | R$ 10.000                          | Bil         | Bil        |
| 2      | Atividade "Satisfações"                       | R$ 2.000                           | Nego        | Nego       |
| 2      | Atividade "Satisfações"                       | R$ 3.000                           | Tati        | Tati       |
| 2      | Atividade "Satisfações"                       | R$ 7.000                           | Bil         | Erika      |
| 2      | Atividade "Satisfações"                       | R$ 8.000                           | Sthe        | Sthe       |
| 2      | Atividade "Banco Original"                    | R$ 10.000                          | Rico        | Rico       |
| 2      | Atividade "Americanas"                        | Vale compras no valor de R$ 3.000  | Dynho       | Dynho      |
| 2      | Atividade "Americanas"                        | Vale compras no valor de R$ 3.000  | Gui Araujo  |            |
| 2      | Atividade "Americanas"                        | Vale compras no valor de R$ 3.000  | Marina      |            |
| 2      | Atividade "Americanas"                        | Vale compras no valor de R$ 3.000  | MC Gui      |            |
| 2      | Atividade "Americanas"                        | Vale compras no valor de R$ 3.000  | Mussunzinho |            |
| 2      | Atividade "Americanas"                        | Vale compras no valor de R$ 3.000  | Tati        |            |
| 3      | Atividade "Quem Planta Colhe"                 | R$ 10.000                          | Mileide     | Bil        |
| 3      | Atividade "Quem Planta Colhe"                 | R$ 10.000                          | Mileide     | Gui Araujo |
| 3      | Atividade "Quem Planta Colhe"                 | R$ 10.000                          | Mileide     | Victor     |
| 3      | Atividade "Tabuleiro Banco Original"          | R$ 10.000                          | Lary        | Dynho      |
| 3      | Atividade "Tabuleiro Banco Original"          | R$ 10.000                          | Lary        | Gui Araujo |
| 3      | Atividade "Tabuleiro Banco Original"          | R$ 10.000                          | Lary        | Lary       |
| 3      | Atividade "Tabuleiro Banco Original"          | R$ 10.000                          | Lary        | Marina     |
| 3      | Atividade "Tabuleiro Banco Original"          | R$ 10.000                          | Lary        | MC Gui     |
| 3      | Atividade "Tabuleiro Banco Original"          | R$ 10.000                          | Lary        | Tati       |
| 4      | Atividade "A Fazenda 13: O Filme"             | R$ 10.000                          | Tiago       | Rico       |
| 4      | Atividade "Futebol"                           | R$ 1.000                           | Victor      | Victor     |
| 4      | Atividade "Futebol"                           | R$ 3.000                           | Dynho       | Dynho      |
| 4      | Atividade "Futebol"                           | R$ 3.000                           | Erasmo      |            |
| 4      | Atividade "Futebol"                           | R$ 3.000                           | Gui Araujo  |            |
| 4      | Prova do Fazendeiro "Americanas"              | Vale compras no valor de R$ 10.000 | Dayane      | Dayane     |
| 5      | Atividade "Dentro ou Fora"                    | R$ 5.000                           | Dayane      | Bil        |
| 5      | Atividade "Dentro ou Fora"                    | R$ 5.000                           | MC Gui      | Rico       |
| 5      | Atividade "Dentro ou Fora"                    | R$ 5.000                           | Valentina   |            |
| 5      | Chama Amarela Concedido pela "Prova de Fogo"  | R$ 10.000                          | Tiago       | Tiago      |
| 6      | Atividade "Farogram"                          | R$ 3.500                           | Solange     | Tiago      |
| 6      | Atividade "Farogram"                          | R$ 3.500                           | Valentina   | Gui Araujo |
| 6      | Atividade "Farogram"                          | R$ 8.000                           | Aline       | Tati       |
| 6      | Atividade "Árvore da Sorte"                   | R$ 5.000                           | Tati        | Tati       |
| 7      | Atividade "Caça ao Tesouro"                   | R$ 2.000                           | Bil         | Bil        |
| 7      | Atividade "Caça ao Tesouro"                   | R$ 2.000                           | Erasmo      |            |
| 7      | Atividade "Caça ao Tesouro"                   | R$ 2.000                           | Marina      |            |
| 7      | Atividade "Caça ao Tesouro"                   | R$ 2.000                           | Mileide     |            |
| 7      | Atividade "Caça ao Tesouro"                   | R$ 2.000                           | Rico        |            |
| 7      | Atividade "Caça ao Tesouro"                   | R$ 5.000                           | Valentina   | Rico       |
| 7      | Atividade "Caça ao Tesouro"                   | R$ 10.000                          | Marina      | Dayane     |
| 7      | Atividade "Pesos"                             | R$ 10.000                          | Dayane      | Valentina  |
| 8      | Atividade "Lenha na Fogueira"                 | R$ 5.000                           | Aline       | Valentina  |
| 8      | Atividade "Lenha na Fogueira"                 | R$ 5.000                           | Mileide     | Bil        |
| 8      | Atividade "Lenha na Fogueira"                 | R$ 5.000                           | Valentina   | Solange    |
| 8      | Atividade "Lenha na Fogueira"                 | R$ 5.000                           | Solange     | Aline      |
| 8      | Atividade "Lenha na Fogueira"                 | R$ 5.000                           | Solange     | Mileide    |
| 8      | Atividade "Lenha na Fogueira"                 | R$ 5.000                           | Solange     | Valentina  |
| 8      | Chama Vermelha Concedido pelo lampião de Rico | R$ 5.000                           | Aline       | Rico       |
| 8      | Prova do Fazendeiro "Americanas"              | Vale compras no valor de R$ 10.000 | Gui Araujo  | Gui Araujo |
| 9      | Atividade "FaroNews"                          | R$ 2.000                           | Aline       | Aline      |
| 9      | Atividade "FaroNews"                          | R$ 2.000                           | Gui Araujo  |            |
| 9      | Atividade "FaroNews"                          | R$ 2.000                           | Sthe        |            |
| 9      | Atividade "FaroNews"                          | R$ 2.000                           | Valentina   | Solange    |
| 9      | Atividade "FaroNews"                          | R$ 3.000                           | Bil         | Dayane     |
| 9      | Atividade "FaroNews"                          | R$ 5.000                           | Mileide     | Rico       |
| 9      | Atividade "FaroNews"                          | R$ 7.000                           | MC Gui      | Valentina  |
| 9      | Atividade "Observando as Figuras"             | R$ 10.000                          | Rico        | Rico       |
| 10     | Atividade "Caça aos Objetos"                  | R$ 2.000                           | Dayane      | Dayane     |
| 10     | Atividade "Caça aos Objetos"                  | R$ 2.000                           | Gui Araujo  |            |
| 10     | Atividade "Caça aos Objetos"                  | R$ 2.000                           | Marina      |            |
| 10     | Atividade "Caça aos Objetos"                  | R$ 2.000                           | MC Gui      |            |
| 10     | Atividade "Caça aos Objetos"                  | R$ 2.000                           | Mileide     |            |
| 10     | Atividade "Caça aos Objetos"                  | R$ 2.000                           | Rico        |            |
| 10     | Atividade "Presentes de Grego"                | R$ 5.000                           | Marina      | MC Gui     |
| 10     | Atividade "Presentes de Grego"                | R$ 5.000                           | MC Gui      | Marina     |
| 10     | Prova do Fazendeiro "Americanas"              | Vale compras no valor de R$ 10.000 | MC Gui      | MC Gui     |
| 11     | Atividade "Tribunal do Faro"                  | R$ 5.000                           | Aline       | Aline      |
| 11     | Atividade "Tribunal do Faro"                  | R$ 5.000                           | Bil         |            |
| 11     | Atividade "Tribunal do Faro"                  | R$ 5.000                           | Solange     |            |
| 11     | Atividade "Tribunal do Faro"                  | R$ 5.000                           | Sthe        |            |
| 11     | Atividade "Jogo da Memória"                   | R$ 10.000                          | Marina      | Marina     |
| 12     | Atividade "Museu de Arte da Discórdia"        | R$ 5.000                           | Bil         | Bil        |
| 12     | Atividade "Museu de Arte da Discórdia"        | R$ 5.000                           | Dynho       |            |
| 12     | Atividade "Museu de Arte da Discórdia"        | R$ 5.000                           | MC Gui      |            |
| 12     | Atividade "Museu de Arte da Discórdia"        | R$ 5.000                           | Rico        |            |
| 12     | Atividade "Conceitos"                         | R$ 5.000                           | Bil         | Bil        |
| 12     | Atividade "Conceitos"                         | R$ 10.000                          | Aline       | Aline      |
| 12     | Chama Amarela Concedido pela "Prova de Fogo"  | R$ 10.000                          | Nenhum      | Sthe       |
| 13     | Atividade "Memorial das Hashtags"             | R$ 5.000                           | Marina      | Marina     |
| 13     | Atividade "Memorial das Hashtags"             | R$ 5.000                           | Solange     |            |
| 13     | Atividade "Memorial das Hashtags"             | R$ 5.000                           | Sthe        |            |
| 13     | Atividade "Positivo"                          | R$ 5.000                           | Marina      | Marina     |
| 13     | Prova Final                                   | Carro 0 km no valor de R$ 80.000   | Dynho       | Dynho      |
| 13     | Prova Final                                   | Carro 0 km no valor de R$ 80.000   | MC Gui      |            |
| 13     | Atividade "Galeria das Tretas"                | R$ 2.000                           | Aline       | Aline      |
| 13     | Atividade "Galeria das Tretas"                | R$ 2.000                           | Erasmo      |            |
| 13     | Atividade "Galeria das Tretas"                | R$ 2.000                           | Mussunzinho |            |
| 13     | Atividade "Galeria das Tretas"                | R$ 2.000                           | Tati        |            |
| 13     | Atividade "Galeria das Tretas"                | R$ 3.000                           | Dayane      | Dayane     |
| 13     | Atividade "Galeria das Tretas"                | R$ 3.000                           | Dynho       |            |
| 13     | Atividade "Galeria das Tretas"                | R$ 3.000                           | MC Gui      |            |
| 13     | Atividade "Galeria das Tretas"                | R$ 3.000                           | Rico        |            |
| 13     | Atividade "Galeria das Tretas"                | R$ 5.000                           | Mileide     | Mileide    |
| 13     | Atividade "Galeria das Tretas"                | R$ 5.000                           | Sthe        |            |
| 13     | Atividade "Galeria das Tretas"                | R$ 5.000                           | Tiago       |            |
| 13     | Atividade "Galeria das Tretas"                | R$ 5.000                           | Valentina   |            |
| 13     | Atividade "Galeria das Tretas"                | R$ 8.000                           | Bil         | Bil        |
| 13     | Atividade "Galeria das Tretas"                | R$ 8.000                           | Lary        |            |
| 13     | Atividade "Galeria das Tretas"                | R$ 10.000                          | Erika       | Erika      |
| 13     | Atividade "Galeria das Tretas"                | R$ 10.000                          | Solange     |            |
| 13     | Atividade "Galeria das Tretas"                | R$ 15.000                          | Victor      | Victor     |
| 13     | Atividade "Galeria das Tretas"                | Moto 0 km no valor de R$ 20.000    | Gui Araujo  | Gui Araujo |
| 13     | Atividade "Galeria das Tretas"                | Carro 0 km no valor de R$ 80.000   | Marina      | Marina     |
| 13     | Atividade "Americanas"                        | Vale compras no valor de R$ 5.000  | Bil         | Bil        |
| 13     | Atividade "Americanas"                        | Vale compras no valor de R$ 5.000  | Marina      |            |
| 13     | Atividade "Americanas"                        | Vale compras no valor de R$ 5.000  | Rico        |            |
| 13     | Atividade "Americanas"                        | Vale compras no valor de R$ 5.000  | Solange     |            |

| Semana | Prova                          | Prêmio    | Ganhador    | Mediador    |
| ------ | ------------------------------ | --------- | ----------- | ----------- |
| 1      | Atividade "Máquina da Verdade" | R$ 20.000 | Liziane     | Liziane     |
| 2      | Atividade "Máquina da Verdade" | R$ 20.000 | Mussunzinho | Mussunzinho |
| 3      | Atividade "Máquina da Verdade" | R$ 20.000 | Erika       | Erika       |
| 4      | Atividade "Máquina da Verdade" | R$ 20.000 | Victor      | Victor      |
| 5      | Atividade "Máquina da Verdade" | R$ 20.000 | Lary        | Lary        |
| 6      | Atividade "Máquina da Verdade" | R$ 20.000 | Tati        | Tati        |
| 7      | Atividade "Máquina da Verdade" | R$ 20.000 | Erasmo      | Erasmo      |
| 8      | Atividade "Máquina da Verdade" | R$ 20.000 | Tiago       | Tiago       |
| 9      | Atividade "Máquina da Verdade" | R$ 17.000 | Valentina   | Valentina   |
| 10     | Atividade "Máquina da Verdade" | R$ 18.000 | Gui Araujo  | Gui Araujo  |
| 11     | Atividade "Máquina da Verdade" | R$ 17.000 | Dayane      | Dayane      |
| 12     | Atividade "Máquina da Verdade" | R$ 20.000 | Mileide     | Mileide     |
| 13     | Atividade "Máquina da Verdade" | R$ 2.500  | MC Gui      | MC Gui      |
| 13     | Atividade "Máquina da Verdade" | R$ 2.500  | Aline       |             |
| 13     | Atividade "Máquina da Verdade" | R$ 2.500  | Dynho       |             |
| 13     | Atividade "Máquina da Verdade" | R$ 2.500  | Sthe        |             |
| 13     | Atividade "Máquina da Verdade" | R$ 2.500  | Marina      |             |
| 13     | Atividade "Máquina da Verdade" | R$ 2.500  | Solange     |             |
| 13     | Atividade "Máquina da Verdade" | R$ 2.500  | Bil         |             |
| 13     | Atividade "Máquina da Verdade" | R$ 2.500  | Rico        |             |

### Prova de Fogo
Assim como na temporada anterior, os participantes competem para ganhar o Poder do Lampião, que dá o direito ao detentor de abrir o Lampião que pode ter consequências boas ou ruins no processo de formação da Roça. Os poderes são divididos em duas Chamas: Amarela e Vermelha, respectivamente. A Chama escolhida pelo vencedor da Prova de Fogo permanece com ele e pode lhe trazer algum benefício. A Chama restante é definida, também, pelo vencedor da prova, que a delega a outro peão, sendo um benefício ou um malefício para quem ele(a) escolher. A Chama Vermelha é definida pelo público através do TikTok dentre duas opções.
Os perdedores da prova estão automaticamente na Baia e, costumeiramente, cada um escolhe outro peão para ir ao local com eles.
| Semana | Participantes | Líder da prova | Ganhador   | Excluídos                                                         | Consequências |
| ------ | ------------- | -------------- | ---------- | ----------------------------------------------------------------- | --- |
| 1      | Bil           | Bil            | Bil        | Dayane Dynho Liziane MC Gui Mussunzinho Nego Solange Tiago Victor | Chama Vermelha (Victor): O dono do Poder deverá trocar dois peões da Baia (Dayane e Liziane) por dois peões da sede (Nego e Solange). Chama Amarela (Bil): O dono do Poder deverá escolher entre ficar imune à formação da Roça ou ganhar um prêmio de R$ 10 mil. |
| 1      | Dayane        |                | Bil        | Dayane Dynho Liziane MC Gui Mussunzinho Nego Solange Tiago Victor | Chama Vermelha (Victor): O dono do Poder deverá trocar dois peões da Baia (Dayane e Liziane) por dois peões da sede (Nego e Solange). Chama Amarela (Bil): O dono do Poder deverá escolher entre ficar imune à formação da Roça ou ganhar um prêmio de R$ 10 mil. |
| 1      | Tiago         |                | Bil        | Dayane Dynho Liziane MC Gui Mussunzinho Nego Solange Tiago Victor | Chama Vermelha (Victor): O dono do Poder deverá trocar dois peões da Baia (Dayane e Liziane) por dois peões da sede (Nego e Solange). Chama Amarela (Bil): O dono do Poder deverá escolher entre ficar imune à formação da Roça ou ganhar um prêmio de R$ 10 mil. |
| 2      | Marina        | Marina         | Rico       | Dayane Marina Sthe Victor                                         | Chama Vermelha (Marina): O dono do Poder deverá escolher um roceiro para ir direto à Roça, sem disputar a Prova do Fazendeiro (Mussunzinho). Chama Amarela (Rico): O dono do Poder deverá repassar todos os votos que qualquer peão recebeu (Rico) para outro peão (Bil). |
| 2      | Rico          |                | Rico       | Dayane Marina Sthe Victor                                         | Chama Vermelha (Marina): O dono do Poder deverá escolher um roceiro para ir direto à Roça, sem disputar a Prova do Fazendeiro (Mussunzinho). Chama Amarela (Rico): O dono do Poder deverá repassar todos os votos que qualquer peão recebeu (Rico) para outro peão (Bil). |
| 2      | Sthe          |                | Rico       | Dayane Marina Sthe Victor                                         | Chama Vermelha (Marina): O dono do Poder deverá escolher um roceiro para ir direto à Roça, sem disputar a Prova do Fazendeiro (Mussunzinho). Chama Amarela (Rico): O dono do Poder deverá repassar todos os votos que qualquer peão recebeu (Rico) para outro peão (Bil). |
| 2      | Victor        |                | Rico       | Dayane Marina Sthe Victor                                         | Chama Vermelha (Marina): O dono do Poder deverá escolher um roceiro para ir direto à Roça, sem disputar a Prova do Fazendeiro (Mussunzinho). Chama Amarela (Rico): O dono do Poder deverá repassar todos os votos que qualquer peão recebeu (Rico) para outro peão (Bil). |
| 3      | Aline         | Aline          | Mileide    | Aline Rico Tiago Victor                                           | Chama Vermelha (Bil): O dono do Poder deverá escolher qualquer peão para ser o quarto indicado à Roça (Dayane). Chama Amarela (Mileide): O dono do Poder deverá escolher entre ficar imune à indicação do Fazendeiro ou à votação dos peōes. |
| 3      | Dayane        | Aline          | Mileide    | Aline Rico Tiago Victor                                           | Chama Vermelha (Bil): O dono do Poder deverá escolher qualquer peão para ser o quarto indicado à Roça (Dayane). Chama Amarela (Mileide): O dono do Poder deverá escolher entre ficar imune à indicação do Fazendeiro ou à votação dos peōes. |
| 3      | Valentina     | Aline          | Mileide    | Aline Rico Tiago Victor                                           | Chama Vermelha (Bil): O dono do Poder deverá escolher qualquer peão para ser o quarto indicado à Roça (Dayane). Chama Amarela (Mileide): O dono do Poder deverá escolher entre ficar imune à indicação do Fazendeiro ou à votação dos peōes. |
| 3      | Bil           | Mileide        | Mileide    | Aline Rico Tiago Victor                                           | Chama Vermelha (Bil): O dono do Poder deverá escolher qualquer peão para ser o quarto indicado à Roça (Dayane). Chama Amarela (Mileide): O dono do Poder deverá escolher entre ficar imune à indicação do Fazendeiro ou à votação dos peōes. |
| 3      | Mileide       | Mileide        | Mileide    | Aline Rico Tiago Victor                                           | Chama Vermelha (Bil): O dono do Poder deverá escolher qualquer peão para ser o quarto indicado à Roça (Dayane). Chama Amarela (Mileide): O dono do Poder deverá escolher entre ficar imune à indicação do Fazendeiro ou à votação dos peōes. |
| 3      | Victor        | Mileide        | Mileide    | Aline Rico Tiago Victor                                           | Chama Vermelha (Bil): O dono do Poder deverá escolher qualquer peão para ser o quarto indicado à Roça (Dayane). Chama Amarela (Mileide): O dono do Poder deverá escolher entre ficar imune à indicação do Fazendeiro ou à votação dos peōes. |
| 3      | Dynho         | Tiago          | Mileide    | Aline Rico Tiago Victor                                           | Chama Vermelha (Bil): O dono do Poder deverá escolher qualquer peão para ser o quarto indicado à Roça (Dayane). Chama Amarela (Mileide): O dono do Poder deverá escolher entre ficar imune à indicação do Fazendeiro ou à votação dos peōes. |
| 3      | Erasmo        | Tiago          | Mileide    | Aline Rico Tiago Victor                                           | Chama Vermelha (Bil): O dono do Poder deverá escolher qualquer peão para ser o quarto indicado à Roça (Dayane). Chama Amarela (Mileide): O dono do Poder deverá escolher entre ficar imune à indicação do Fazendeiro ou à votação dos peōes. |
| 3      | Tiago         | Tiago          | Mileide    | Aline Rico Tiago Victor                                           | Chama Vermelha (Bil): O dono do Poder deverá escolher qualquer peão para ser o quarto indicado à Roça (Dayane). Chama Amarela (Mileide): O dono do Poder deverá escolher entre ficar imune à indicação do Fazendeiro ou à votação dos peōes. |
| 4      | Bil           | Bil            | Bil        | Dynho Erasmo Solange Victor                                       | Chama Vermelha (Gui Araujo): O voto do dono do Poder será dobrado (Aline). Chama Amarela (Bil): O dono do Poder estará imune à formação da Roça e teria o direito de imunizar outro peão (Dynho). |
| 4      | Dynho         |                | Bil        | Dynho Erasmo Solange Victor                                       | Chama Vermelha (Gui Araujo): O voto do dono do Poder será dobrado (Aline). Chama Amarela (Bil): O dono do Poder estará imune à formação da Roça e teria o direito de imunizar outro peão (Dynho). |
| 4      | Victor        |                | Bil        | Dynho Erasmo Solange Victor                                       | Chama Vermelha (Gui Araujo): O voto do dono do Poder será dobrado (Aline). Chama Amarela (Bil): O dono do Poder estará imune à formação da Roça e teria o direito de imunizar outro peão (Dynho). |
| 5      | Erasmo        | Erasmo         | Tiago      | Erasmo MC Gui Solange Valentina                                   | Chama Vermelha (MC Gui): O dono do Poder deverá anular o voto de cinco peões (Bil, Dynho, Gui Araujo, Lary e Marina). Chama Amarela (Tiago): O dono do Poder ganhará um prêmio de R$ 10 mil se deixar a sede sem café por 48 horas. |
| 5      | MC Gui        |                | Tiago      | Erasmo MC Gui Solange Valentina                                   | Chama Vermelha (MC Gui): O dono do Poder deverá anular o voto de cinco peões (Bil, Dynho, Gui Araujo, Lary e Marina). Chama Amarela (Tiago): O dono do Poder ganhará um prêmio de R$ 10 mil se deixar a sede sem café por 48 horas. |
| 5      | Solange       |                | Tiago      | Erasmo MC Gui Solange Valentina                                   | Chama Vermelha (MC Gui): O dono do Poder deverá anular o voto de cinco peões (Bil, Dynho, Gui Araujo, Lary e Marina). Chama Amarela (Tiago): O dono do Poder ganhará um prêmio de R$ 10 mil se deixar a sede sem café por 48 horas. |
| 5      | Tiago         |                | Tiago      | Erasmo MC Gui Solange Valentina                                   | Chama Vermelha (MC Gui): O dono do Poder deverá anular o voto de cinco peões (Bil, Dynho, Gui Araujo, Lary e Marina). Chama Amarela (Tiago): O dono do Poder ganhará um prêmio de R$ 10 mil se deixar a sede sem café por 48 horas. |
| 5      | Valentina     |                | Tiago      | Erasmo MC Gui Solange Valentina                                   | Chama Vermelha (MC Gui): O dono do Poder deverá anular o voto de cinco peões (Bil, Dynho, Gui Araujo, Lary e Marina). Chama Amarela (Tiago): O dono do Poder ganhará um prêmio de R$ 10 mil se deixar a sede sem café por 48 horas. |
| 6      | Dayane        | Dayane         | Gui Araujo | Dayane Marina Sthe Tati                                           | Chama Vermelha (Dynho): O dono do Poder deverá trocar o peão vetado da Prova do Fazendeiro (MC Gui) por qualquer outro peão indicado à Roça (Rico). Chama Amarela (Gui Araujo): O dono do Poder deverá dobrar todos os votos que qualquer peão recebeu (Solange). |
| 6      | Gui Araujo    |                | Gui Araujo | Dayane Marina Sthe Tati                                           | Chama Vermelha (Dynho): O dono do Poder deverá trocar o peão vetado da Prova do Fazendeiro (MC Gui) por qualquer outro peão indicado à Roça (Rico). Chama Amarela (Gui Araujo): O dono do Poder deverá dobrar todos os votos que qualquer peão recebeu (Solange). |
| 6      | Marina        |                | Gui Araujo | Dayane Marina Sthe Tati                                           | Chama Vermelha (Dynho): O dono do Poder deverá trocar o peão vetado da Prova do Fazendeiro (MC Gui) por qualquer outro peão indicado à Roça (Rico). Chama Amarela (Gui Araujo): O dono do Poder deverá dobrar todos os votos que qualquer peão recebeu (Solange). |
| 6      | Sthe          |                | Gui Araujo | Dayane Marina Sthe Tati                                           | Chama Vermelha (Dynho): O dono do Poder deverá trocar o peão vetado da Prova do Fazendeiro (MC Gui) por qualquer outro peão indicado à Roça (Rico). Chama Amarela (Gui Araujo): O dono do Poder deverá dobrar todos os votos que qualquer peão recebeu (Solange). |
| 7      | Mileide       | Mileide        | Tiago      | Bil Dayane Dynho Erasmo Gui Araujo Marina Mileide Solange         | Chama Vermelha (Erasmo): O dono do Poder deverá trocar os quatro peões da Baia por quatro peões da sede (Bil, Erasmo, Gui Araujo e Marina). Chama Amarela (Tiago): O dono do Poder deverá imunizar três peões do Resta Um, incluindo ele mesmo (Aline, Tiago e Valentina). |
| 7      | Solange       |                | Tiago      | Bil Dayane Dynho Erasmo Gui Araujo Marina Mileide Solange         | Chama Vermelha (Erasmo): O dono do Poder deverá trocar os quatro peões da Baia por quatro peões da sede (Bil, Erasmo, Gui Araujo e Marina). Chama Amarela (Tiago): O dono do Poder deverá imunizar três peões do Resta Um, incluindo ele mesmo (Aline, Tiago e Valentina). |
| 7      | Tiago         |                | Tiago      | Bil Dayane Dynho Erasmo Gui Araujo Marina Mileide Solange         | Chama Vermelha (Erasmo): O dono do Poder deverá trocar os quatro peões da Baia por quatro peões da sede (Bil, Erasmo, Gui Araujo e Marina). Chama Amarela (Tiago): O dono do Poder deverá imunizar três peões do Resta Um, incluindo ele mesmo (Aline, Tiago e Valentina). |
| 8      | Bil           | Bil            | Rico       | Bil Dynho Gui Araujo Tiago                                        | Chama Vermelha (Aline): O dono do Poder deverá escolher entre ganhar um prêmio de R$ 5 mil e manter o Resta Um ou ganhar um prêmio de R$ 10 mil e escolher qualquer peão para ser o quarto indicado à Roça. Chama Amarela (Rico): O dono do Poder estará imune à formação da Roça e teria o direito de escolher um peão para ficar imune à votação dos peōes (Mileide).           |
| 8      | Gui Araujo    |                | Rico       | Bil Dynho Gui Araujo Tiago                                        | Chama Vermelha (Aline): O dono do Poder deverá escolher entre ganhar um prêmio de R$ 5 mil e manter o Resta Um ou ganhar um prêmio de R$ 10 mil e escolher qualquer peão para ser o quarto indicado à Roça. Chama Amarela (Rico): O dono do Poder estará imune à formação da Roça e teria o direito de escolher um peão para ficar imune à votação dos peōes (Mileide).           |
| 8      | Rico          |                | Rico       | Bil Dynho Gui Araujo Tiago                                        | Chama Vermelha (Aline): O dono do Poder deverá escolher entre ganhar um prêmio de R$ 5 mil e manter o Resta Um ou ganhar um prêmio de R$ 10 mil e escolher qualquer peão para ser o quarto indicado à Roça. Chama Amarela (Rico): O dono do Poder estará imune à formação da Roça e teria o direito de escolher um peão para ficar imune à votação dos peōes (Mileide).           |
| 9      | Dynho         | Dynho          | Dynho      | Dayane Marina MC Gui Solange                                      | Chama Vermelha (MC Gui): O dono do Poder deverá escolher um peão dos indicados à Roça para não ser vetado da Prova do Fazendeiro (Valentina). Chama Amarela (Dynho): O dono do Poder deverá trocar o segundo, o terceiro ou o quarto indicado à Roça (Dayane) por qualquer peão da sede (Valentina).                                                                              |
| 9      | MC Gui        | Dynho          | Dynho      | Dayane Marina MC Gui Solange                                      | Chama Vermelha (MC Gui): O dono do Poder deverá escolher um peão dos indicados à Roça para não ser vetado da Prova do Fazendeiro (Valentina). Chama Amarela (Dynho): O dono do Poder deverá trocar o segundo, o terceiro ou o quarto indicado à Roça (Dayane) por qualquer peão da sede (Valentina).                                                                              |
| 9      | Marina        | Marina         | Dynho      | Dayane Marina MC Gui Solange                                      | Chama Vermelha (MC Gui): O dono do Poder deverá escolher um peão dos indicados à Roça para não ser vetado da Prova do Fazendeiro (Valentina). Chama Amarela (Dynho): O dono do Poder deverá trocar o segundo, o terceiro ou o quarto indicado à Roça (Dayane) por qualquer peão da sede (Valentina).                                                                              |
| 9      | Mileide       | Marina         | Dynho      | Dayane Marina MC Gui Solange                                      | Chama Vermelha (MC Gui): O dono do Poder deverá escolher um peão dos indicados à Roça para não ser vetado da Prova do Fazendeiro (Valentina). Chama Amarela (Dynho): O dono do Poder deverá trocar o segundo, o terceiro ou o quarto indicado à Roça (Dayane) por qualquer peão da sede (Valentina).                                                                              |
| 9      | Bil           | Solange        | Dynho      | Dayane Marina MC Gui Solange                                      | Chama Vermelha (MC Gui): O dono do Poder deverá escolher um peão dos indicados à Roça para não ser vetado da Prova do Fazendeiro (Valentina). Chama Amarela (Dynho): O dono do Poder deverá trocar o segundo, o terceiro ou o quarto indicado à Roça (Dayane) por qualquer peão da sede (Valentina).                                                                              |
| 9      | Solange       | Solange        | Dynho      | Dayane Marina MC Gui Solange                                      | Chama Vermelha (MC Gui): O dono do Poder deverá escolher um peão dos indicados à Roça para não ser vetado da Prova do Fazendeiro (Valentina). Chama Amarela (Dynho): O dono do Poder deverá trocar o segundo, o terceiro ou o quarto indicado à Roça (Dayane) por qualquer peão da sede (Valentina).                                                                              |
| 10     | Aline         | Aline          | Aline      | Bil Dayane Dynho Mileide                                          | Chama Vermelha (Marina): O dono do Poder deverá escolher três peões (Dayane, Dynho e Sthe). O segundo indicado à Roça (Gui Araujo) decidirá qual dos três é o terceiro indicado (Dayane). Chama Amarela (Aline): O dono do poder deverá escolher entre anular todos os votos que qualquer peão recebeu ou imunizar dois peões do Resta Um, incluindo ele mesmo (Aline e Solange). |
| 10     | Bil           |                | Aline      | Bil Dayane Dynho Mileide                                          | Chama Vermelha (Marina): O dono do Poder deverá escolher três peões (Dayane, Dynho e Sthe). O segundo indicado à Roça (Gui Araujo) decidirá qual dos três é o terceiro indicado (Dayane). Chama Amarela (Aline): O dono do poder deverá escolher entre anular todos os votos que qualquer peão recebeu ou imunizar dois peões do Resta Um, incluindo ele mesmo (Aline e Solange). |
| 10     | Mileide       |                | Aline      | Bil Dayane Dynho Mileide                                          | Chama Vermelha (Marina): O dono do Poder deverá escolher três peões (Dayane, Dynho e Sthe). O segundo indicado à Roça (Gui Araujo) decidirá qual dos três é o terceiro indicado (Dayane). Chama Amarela (Aline): O dono do poder deverá escolher entre anular todos os votos que qualquer peão recebeu ou imunizar dois peões do Resta Um, incluindo ele mesmo (Aline e Solange). |
| 11     | Dayane        | Dayane         | Dynho      | Dayane Marina Solange                                             | Chama Vermelha (Sthe): O dono do Poder deverá escolher dois peões (Aline e Marina). Uma nova votação decidirá qual dos dois é o quarto indicado (Marina). Chama Amarela (Dynho): O dono do Poder estará imune à formação da Roça se deixar a sede sem água por 72 horas. |
| 11     | Dynho         |                | Dynho      | Dayane Marina Solange                                             | Chama Vermelha (Sthe): O dono do Poder deverá escolher dois peões (Aline e Marina). Uma nova votação decidirá qual dos dois é o quarto indicado (Marina). Chama Amarela (Dynho): O dono do Poder estará imune à formação da Roça se deixar a sede sem água por 72 horas. |
| 11     | Solange       |                | Dynho      | Dayane Marina Solange                                             | Chama Vermelha (Sthe): O dono do Poder deverá escolher dois peões (Aline e Marina). Uma nova votação decidirá qual dos dois é o quarto indicado (Marina). Chama Amarela (Dynho): O dono do Poder estará imune à formação da Roça se deixar a sede sem água por 72 horas. |
| 12     | Aline         | Aline          | Sthe       | Aline Marina Solange                                              | Chama Vermelha (Dynho): O dono do Poder deverá trocar o segundo, o terceiro ou o quarto indicado à Roça (Bil) por qualquer peão (Mileide). Chama Amarela (Sthe): O dono do Poder deverá escolher entre ficar imune à formação da Roça ou ganhar um prêmio de R$ 10 mil. |
| 12     | Bil           |                | Sthe       | Aline Marina Solange                                              | Chama Vermelha (Dynho): O dono do Poder deverá trocar o segundo, o terceiro ou o quarto indicado à Roça (Bil) por qualquer peão (Mileide). Chama Amarela (Sthe): O dono do Poder deverá escolher entre ficar imune à formação da Roça ou ganhar um prêmio de R$ 10 mil. |
| 12     | Dynho         |                | Sthe       | Aline Marina Solange                                              | Chama Vermelha (Dynho): O dono do Poder deverá trocar o segundo, o terceiro ou o quarto indicado à Roça (Bil) por qualquer peão (Mileide). Chama Amarela (Sthe): O dono do Poder deverá escolher entre ficar imune à formação da Roça ou ganhar um prêmio de R$ 10 mil. |
| 12     | Marina        |                | Sthe       | Aline Marina Solange                                              | Chama Vermelha (Dynho): O dono do Poder deverá trocar o segundo, o terceiro ou o quarto indicado à Roça (Bil) por qualquer peão (Mileide). Chama Amarela (Sthe): O dono do Poder deverá escolher entre ficar imune à formação da Roça ou ganhar um prêmio de R$ 10 mil. |
| 12     | MC Gui        |                | Sthe       | Aline Marina Solange                                              | Chama Vermelha (Dynho): O dono do Poder deverá trocar o segundo, o terceiro ou o quarto indicado à Roça (Bil) por qualquer peão (Mileide). Chama Amarela (Sthe): O dono do Poder deverá escolher entre ficar imune à formação da Roça ou ganhar um prêmio de R$ 10 mil. |
| 12     | Mileide       |                | Sthe       | Aline Marina Solange                                              | Chama Vermelha (Dynho): O dono do Poder deverá trocar o segundo, o terceiro ou o quarto indicado à Roça (Bil) por qualquer peão (Mileide). Chama Amarela (Sthe): O dono do Poder deverá escolher entre ficar imune à formação da Roça ou ganhar um prêmio de R$ 10 mil. |
| 12     | Solange       |                | Sthe       | Aline Marina Solange                                              | Chama Vermelha (Dynho): O dono do Poder deverá trocar o segundo, o terceiro ou o quarto indicado à Roça (Bil) por qualquer peão (Mileide). Chama Amarela (Sthe): O dono do Poder deverá escolher entre ficar imune à formação da Roça ou ganhar um prêmio de R$ 10 mil. |
| 12     | Sthe          |                | Sthe       | Aline Marina Solange                                              | Chama Vermelha (Dynho): O dono do Poder deverá trocar o segundo, o terceiro ou o quarto indicado à Roça (Bil) por qualquer peão (Mileide). Chama Amarela (Sthe): O dono do Poder deverá escolher entre ficar imune à formação da Roça ou ganhar um prêmio de R$ 10 mil. |

### Delegação das obrigações
Toda semana, o Fazendeiro tem que delegar uma obrigação para os peões, como cuidar das vacas, das aves e das plantas.
|                  | Sem. 1                                                                      | Sem. 2                                                                          | Sem. 3                                                           | Sem. 4                                              | Sem. 5                                           | Sem. 6                                 | Sem. 7                           | Sem. 8                    | Sem. 9                  | Sem. 10       | Sem. 11    | Sem. 12 | Sem. 13 |
| ---------------- | --------------------------------------------------------------------------- | ------------------------------------------------------------------------------- | ---------------------------------------------------------------- | --------------------------------------------------- | ------------------------------------------------ | -------------------------------------- | -------------------------------- | ------------------------- | ----------------------- | ------------- | ---------- | ------- | ------- |
| Fazendeiro       | Gui Araujo                                                                  | Erika                                                                           | Gui Araujo                                                       | Rico                                                | Dayane                                           | Bil                                    | Sthe                             | Marina                    | Gui Araujo              | Rico          | MC Gui     | Rico    | Dynho   |
| Vacas            | Liziane                                                                     | Bil                                                                             | Aline                                                            | Erasmo                                              | Gui Araujo                                       | Dynho                                  | Dayane                           | Sthe                      | Bil                     | Gui Araujo    | Aline      | Dynho   | Marina  |
| Vacas            | MC Gui                                                                      | Tiago                                                                           | Erika                                                            | Victor                                              | Rico                                             | Mileide                                | Solange                          | Valentina                 | Marina                  | Mileide       | Rico       | Sthe    | Rico    |
| Cavalo           | Medrado                                                                     | Erasmo                                                                          | Marina                                                           | Solange                                             | Tiago                                            | Gui Araujo                             | Bil                              | MC Gui                    | Rico                    | Aline         | Dynho      | MC Gui  | Sthe    |
| Vaca-De-Chifre   | Erasmo                                                                      | Aline                                                                           | Rico                                                             | Gui Araujo                                          | Bil                                              | MC Gui                                 | Mileide                          | Tiago                     | Dayane                  | Dynho         | Sthe       | Aline   | MC Gui  |
| Ovelhas          | Rico                                                                        | Marina                                                                          | Mileide                                                          | Tati                                                | Sthe                                             | Erasmo                                 | Dynho                            | Aline                     | MC Gui                  | Solange       | Gui Araujo | Dayane  | Bil     |
| Ovelhas          | Rico                                                                        | Marina                                                                          | Mileide                                                          | Tati                                                | Sthe                                             | Erasmo                                 | Dynho                            | Aline                     | MC Gui                  | Solange       | Marina     | Rico    | Bil     |
| Porcos           | Aline                                                                       | Dynho                                                                           | MC Gui                                                           | Lary                                                | Solange                                          | Tiago                                  | Marina                           | Gui Araujo                | Sthe                    | Bil           | Dayane     | Mileide | Solange |
| Hortas e plantas | Tiago                                                                       | Mussunzinho                                                                     | Erasmo                                                           | Marina                                              | MC Gui                                           | Dayane                                 | Gui Araujo                       | Dynho                     | Aline                   | Valentina     | Mileide    | Bil     | Rico    |
| Hortas e plantas | Tiago                                                                       | Mussunzinho                                                                     | Erasmo                                                           | Marina                                              | MC Gui                                           | Dayane                                 | Gui Araujo                       | Dynho                     | Aline                   | Dayane        | Mileide    | Bil     | Rico    |
| Aves             | Valentina                                                                   | Victor                                                                          | Bil                                                              | MC Gui                                              | Erasmo                                           | Marina                                 | Aline                            | Mileide                   | Dynho                   | Sthe          | Solange    | Marina  | Aline   |
| Lixo             | Bil                                                                         | Dayane                                                                          | Dynho                                                            | Aline                                               | Lary                                             | Sthe                                   | Erasmo                           | Rico                      | Mileide                 | Marina        | Bil        | Solange | Mileide |
| Lixo             | Bil                                                                         | Dayane                                                                          | Dynho                                                            | Aline                                               | Lary                                             | Sthe                                   | Erasmo                           | Rico                      | Mileide                 | Marina        | Bil        | Solange | Rico    |
| Sem obrigações   | Dayane Dynho Erika Marina Mileide Mussunzinho Nego Solange Sthe Tati Victor | Gui Araujo Liziane MC Gui Medrado Mileide Nego Rico Solange Sthe Tati Valentina | Dayane Lary Mussunzinho Solange Sthe Tati Tiago Valentina Victor | Bil Dayane Dynho Erika Mileide Sthe Tiago Valentina | Aline Dynho Marina Mileide Tati Valentina Victor | Aline Lary Rico Solange Tati Valentina | MC Gui Rico Tati Tiago Valentina | Bil Dayane Erasmo Solange | Solange Tiago Valentina | Dayane MC Gui | Marina     | Ninguém | Ninguém |

### Punições
Quando há o descumprimento de alguma regra, demora ou erro no cuidado dos animais, os peões recebem alguma punição que prejudique a autossubsistência na sede.
| Data  | Peão            | Motivo | Duração   | Punição                                           | Fazendeiro da Semana |
| ----- | --------------- | --- | --------- | ------------------------------------------------- | -------------------- |
| 18/09 | Nego            | Não cumpriu as regras de convivência na Baia Utilizou o reservado da sede                                                                       | 12 horas  | Sem água encanada                                 | Gui Araujo           |
| 18/09 | Mussunzinho     | Não cumpriu as regras de horário da Fazenda Saiu do perímetro em horário não permitido                                                          | 24 horas  | Sem ovos                                          | Gui Araujo           |
| 18/09 | Dayane          | Não cumpriu as regras de convivência na Baia Utilizou a piscina                                                                                 | 24 horas  | Sem academia                                      | Gui Araujo           |
| 19/09 | Medrado         | Não atendeu aos sinais sonoros para obrigações do cavalo                                                                                        | 24 horas  | Sem leite                                         | Gui Araujo           |
| 20/09 | Tiago           | Não cumpriu as regras de convivência na Baia Utilizou o banheiro da sede                                                                        | 12 horas  | Sem água quente                                   | Gui Araujo           |
| 21/09 | MC Gui          | Não cumpriu as regras de convivência na Baia Deixou o balde dentro da sede                                                                      | 24 horas  | Sem café                                          | Gui Araujo           |
| 23/09 | Solange         | Não cumpriu as regras de convivência na Baia Utilizou a pia da sede                                                                             | 24 horas  | Somente uma panela                                | Erika                |
| 25/09 | Mussunzinho (2) | Fez necessidades fisiológicas fora do reservado                                                                                                 | 12 horas  | Sem gás somada à punição de Mussunzinho, 24 horas | Erika                |
| 25/09 | Tati            | Tentou utilizar o gás de cozinha | +12 horas | Sem gás somada à punição de Mussunzinho, 24 horas | Erika                |
| 25/09 | Nego (2)        | Quebrou o regulamento do programa | Expulsão  | Expulsão                                          | Erika                |
| 26/09 | Erasmo          | Não utilizaram o microfone para se comunicar | 24 horas  | Sem água quente                                   | Erika                |
| 28/09 | Gui Araujo      | Não utilizaram o microfone para se comunicar | 24 horas  | Sem café                                          | Erika                |
| 29/09 | Rico            | Não utilizaram o microfone para se comunicar | 24 horas  | Sem gás e água encanada                           | Erika                |
| 29/09 | Dayane (2)      | Não cumpriram as regras de convivência na Baia Desceram para a Baia com item não permitido (garrafa)                                            | 24 horas  | Sem carne                                         | Erika                |
| 29/09 | Marina          | Não cumpriram as regras de convivência na Baia Desceram para a Baia com item não permitido (garrafa)                                            | 24 horas  | Sem carne                                         | Erika                |
| 30/09 | Dayane (3)      | Não cumpriram as regras de convivência na Baia Dayane desceu para a Baia com item não permitido (roupão) e Marina deixou o balde dentro da sede | 24 horas  | Dormir com as luzes do quarto e da Baia acesas    | Gui Araujo           |
| 30/09 | Marina (2)      | Não cumpriram as regras de convivência na Baia Dayane desceu para a Baia com item não permitido (roupão) e Marina deixou o balde dentro da sede | 24 horas  | Dormir com as luzes do quarto e da Baia acesas    | Gui Araujo           |
| 01/10 | Dayane (4)      | Não cumpriu as regras de convivência na Baia Desceu para a Baia com item não permitido (roupão)                                                 | 4 dias    | Sem sal                                           | Gui Araujo           |
| 03/10 | Rico (2)        | Utilizou o banheiro usando microfone | 24 horas  | Sem água quente                                   | Gui Araujo           |
| 05/10 | Aline           | Não atenderam aos sinais sonoros para obrigações da vaca                                                                                        | 1 semana  | Sem leite condensado                              | Gui Araujo           |
| 05/10 | Erika           | Não atenderam aos sinais sonoros para obrigações da vaca                                                                                        | 1 semana  | Sem leite condensado                              | Gui Araujo           |
| 05/10 | Gui Araujo (2)  | Não atenderam aos sinais sonoros para obrigações da vaca                                                                                        | 1 semana  | Sem leite condensado                              | Gui Araujo           |
| 07/10 | Aline (2)       | Não cumpriu as regras de convivência na Baia Utilizou o banheiro da sede                                                                        | 48 horas  | Sem academia                                      | Rico                 |
| 07/10 | Victor          | Não utilizou o microfone para se comunicar | 4 dias    | Sem pão                                           | Rico                 |
| 12/10 | Sthe            | Trocou de roupa no banheiro da sede | 24 horas  | Sem água quente                                   | Rico                 |
| 15/10 | Dynho           | Não cumpriu as regras de convivência na Baia Desrespeitou o toque para organização da Baia                                                      | 48 horas  | Sem academia                                      | Dayane               |
| 19/10 | MC Gui (2)      | Não cumpriu as regras de convivência na Baia Desceu para a Baia com item não permitido (garrafa)                                                | 24 horas  | Sem gás                                           | Dayane               |
| 19/10 | Tiago (2)       | Decisão pelo Poder da Chama Amarela | 48 horas  | Sem café                                          | Dayane               |
| 20/10 | Dynho (2)       | Não cumpriu as regras de convivência na Baia Desrespeitou o toque de recolher                                                                   | 36 horas  | Sem sal                                           | Dayane               |
| 21/10 | Tiago (3)       | Trocou de roupa dentro do reservado | 48 horas  | Sem carne                                         | Bil                  |
| 26/10 | Sthe (2)        | Não cumpriu as regras de convivência na Baia Utilizou item não permitido (lenço)                                                                | 48 horas  | Sem pão e sem sal                                 | Bil                  |
| 28/10 | Marina (3)      | Não cumpriu as regras de convivência na Baia Deixou o balde dentro da sede                                                                      | 72 horas  | Sem gás                                           | Sthe                 |
| 01/11 | Dayane (5)      | Não atenderam aos sinais sonoros para obrigações da vaca                                                                                        | 24 horas  | Sem pão                                           | Sthe                 |
| 01/11 | Solange (2)     | Não atenderam aos sinais sonoros para obrigações da vaca                                                                                        | 24 horas  | Sem pão                                           | Sthe                 |
| 01/11 | Sthe (3)        | Não atenderam aos sinais sonoros para obrigações da vaca                                                                                        | 24 horas  | Sem pão                                           | Sthe                 |
| 01/11 | Dayane (6)      | Não cumpriu as regras de convivência na Baia Utilizou a pia da sede                                                                             | 24 horas  | Sem água quente                                   | Sthe                 |
| 01/11 | Solange (3)     | Não cumpriu as regras de convivência na Baia Escovou os dentes na sede                                                                          | 48 horas  | Sem academia                                      | Sthe                 |
| 09/11 | Tiago (4)       | Não cumpriu as regras de convivência na Baia Utilizou a pia da sede                                                                             | 48 horas  | Sem ovos                                          | Marina               |
| 10/11 | Aline (3)       | Não cumpriu as regras de convivência na Baia Desrespeitou o toque de recolher                                                                   | 48 horas  | Sem açúcar e sem leite condensado                 | Marina               |
| 15/11 | Marina (4)      | Não atendeu aos sinais sonoros para obrigações da vaca                                                                                          | 48 horas  | Sem piscina e sem ofurô                           | Gui Araujo           |
| 15/11 | Dayane (7)      | Levou bebida para a área dos animais | 72 horas  | Sem gás                                           | Gui Araujo           |
| 27/11 | Mileide         | Não utilizou o microfone para se comunicar | 24 horas  | Sem água quente                                   | MC Gui               |
| 29/11 | Solange (4)     | Não cumpriu as regras de convivência na Baia Utilizou a pia da sede                                                                             | 48 horas  | Sem café e sem academia                           | MC Gui               |
| 30/11 | Dynho (3)       | Decisão pelo Poder da Chama Amarela | 72 horas  | Sem água                                          | MC Gui               |
| 04/12 | Aline (4)       | Permaneceram na piscina em horário proibido | 48 horas  | Sem água encanada                                 | Rico                 |
| 04/12 | Dynho (4)       | Permaneceram na piscina em horário proibido | 48 horas  | Sem água encanada                                 | Rico                 |
| 04/12 | MC Gui (3)      | Permaneceram na piscina em horário proibido | 48 horas  | Sem água encanada                                 | Rico                 |
| 04/12 | Mileide (2)     | Permaneceram na piscina em horário proibido | 48 horas  | Sem água encanada                                 | Rico                 |
| 04/12 | Sthe (4)        | Permaneceram na piscina em horário proibido | 48 horas  | Sem água encanada                                 | Rico                 |
| 04/12 | Bil             | Não utilizou o microfone para se comunicar | 48 horas  | Piscina interditada                               | Rico                 |
| 07/12 | Marina (5)      | Não atendeu aos sinais sonoros para obrigações das aves                                                                                         | 1 semana  | Sem ovos                                          | Rico                 |
| 15/12 | Bil (2)         | Fez necessidades fisiológicas fora do reservado                                                                                                 | 12 horas  | Sem academia                                      | (nenhum)             |

### Votação
|                       | Semana 1                                     | Semana 1                                 | Semana 2                          | Semana 3                     | Semana 4                         | Semana 5                         | Semana 6                     | Semana 7                                                  | Semana 8                     | Semana 9                        | Semana 10                        | Semana 11                     | Semana 11                     | Semana 12                     | Semana 13                           | Semana 13                            | Semana 13                           | Votos recebidos |
| Dia 2                 | Dia 10                                       | Dia 90                                   | Dia 90                            | Semana 3                     | Semana 4                         | Semana 5                         | Semana 6                     | Semana 7                                                  | Semana 8                     | Semana 9                        | Semana 10                        | Semana 11                     | Semana 11                     | Semana 12                     | Final                               |                                      |                                     | Votos recebidos |
| --------------------- | -------------------------------------------- | ---------------------------------------- | --------------------------------- | ---------------------------- | -------------------------------- | -------------------------------- | ---------------------------- | --------------------------------------------------------- | ---------------------------- | ------------------------------- | -------------------------------- | ----------------------------- | ----------------------------- | ----------------------------- | ----------------------------------- | ------------------------------------ | ----------------------------------- | --------------- |
| Fazendeiro da Semana  | (nenhum)                                     | Gui Araujo                               | Erika                             | Gui Araujo                   | Rico                             | Dayane                           | Bil                          | Sthe                                                      | Marina                       | Gui Araujo                      | Rico                             | MC Gui                        | MC Gui                        | Rico                          | Dynho                               | Dynho                                | (nenhum)                            |                 |
| Poder do Lampião      | (nenhum)                                     | Bil                                      | Rico                              | Mileide                      | Bil                              | Tiago                            | Gui Araujo                   | Tiago                                                     | Rico                         | Dynho                           | Aline                            | Dynho                         | Dynho                         | Sthe                          | (nenhum)                            | (nenhum)                             | (nenhum)                            |                 |
| Excluídos (Baia)      | Dayane Dynho Mussunzinho Nego Solange Victor | Dayane Liziane MC Gui Nego Solange Tiago | Dayane Marina Sthe Victor         | Aline Rico Tiago Victor      | Dynho Erasmo Solange Victor      | Erasmo MC Gui Solange Valentina  | Dayane Marina Sthe Tati      | Bil Dayane Dynho Erasmo Gui Araujo Marina Mileide Solange | Bil Dynho Gui Araujo Tiago   | Dayane Marina MC Gui Solange    | Bil Dayane Dynho Mileide         | Dayane Marina Solange         | Dayane Marina Solange         | Aline Marina Solange          | (nenhum)                            | (nenhum)                             | (nenhum)                            |                 |
| Indicado (Fazendeiro) | (nenhum)                                     | Nego                                     | Mussunzinho                       | Rico                         | Gui Araujo                       | Bil                              | MC Gui                       | Rico                                                      | Dayane                       | Aline                           | MC Gui                           | Solange                       | Solange                       | Dynho                         | (nenhum)                            | (nenhum)                             | (nenhum)                            |                 |
| Indicado (Peões)      | (nenhum)                                     | Liziane                                  | Bil                               | Erika                        | Aline                            | Gui Araujo                       | Rico                         | Solange                                                   | Sthe                         | Rico                            | Gui Araujo                       | Rico                          | Rico                          | Bil                           | (nenhum)                            | (nenhum)                             | (nenhum)                            |                 |
| Indicado (Peões)      | (nenhum)                                     | Liziane                                  | Bil                               | Erika                        | Aline                            | Gui Araujo                       | Rico                         | Solange                                                   | Sthe                         | Rico                            | Gui Araujo                       | Rico                          | Rico                          | Mileide                       | (nenhum)                            | (nenhum)                             | (nenhum)                            |                 |
| Indicado (Baia)       | (nenhum)                                     | Solange                                  | Dayane                            | Tiago                        | Victor                           | Valentina                        | Tati                         | Erasmo                                                    | Tiago                        | Dayane                          | Dayane                           | Dayane                        | Dayane                        | Aline                         | Marina                              | Rico                                 | (nenhum)                            |                 |
| Indicado (Baia)       | (nenhum)                                     | Solange                                  | Dayane                            | Tiago                        | Victor                           | Valentina                        | Tati                         | Erasmo                                                    | Tiago                        | Dayane                          | Dayane                           | Dayane                        | Dayane                        | Aline                         | Bil                                 | Solange                              | (nenhum)                            |                 |
| Indicado (Baia)       | (nenhum)                                     | Solange                                  | Dayane                            | Tiago                        | Victor                           | Valentina                        | Tati                         | Erasmo                                                    | Tiago                        | Valentina                       | Dayane                           | Dayane                        | Dayane                        | Aline                         | Bil                                 | Solange                              | (nenhum)                            |                 |
| Indicado (Baia)       | (nenhum)                                     | Solange                                  | Dayane                            | Tiago                        | Victor                           | Valentina                        | Tati                         | Erasmo                                                    | Tiago                        | Aline                           | Dayane                           | Dayane                        | Dayane                        | Aline                         | Sthe                                |                                      | (nenhum)                            |                 |
| Indicado (Outros)     | (nenhum)                                     | Erika                                    | Gui Araujo                        | Dayane                       | Dayane                           | Lary                             | Sthe                         | Marina                                                    | Gui Araujo                   | Solange                         | Bil                              | Marina                        | Marina                        | Solange                       | MC Gui                              | Dynho                                | (nenhum)                            |                 |
|                       |                                              |                                          |                                   |                              |                                  |                                  |                              |                                                           |                              |                                 |                                  |                               |                               |                               |                                     |                                      |                                     |                 |
| Rico                  | Sede                                         | Medrado                                  | Erasmo                            | MC Gui                       | Fazendeiro                       | Gui Araujo                       | Erasmo                       | Dynho                                                     | Sthe                         | Dynho                           | Gui Araujo                       | Sthe                          | Aline                         | Fazendeiro                    | Salvo                               | Roça                                 | Vencedor (Dia 96)                   | 21              |
| Bil                   | Sede                                         | Valentina                                | Rico Bil                          | MC Gui                       | Aline                            | Rico                             | Rico                         | Dayane                                                    | Valentina                    | Rico                            | Gui Araujo                       | Rico                          | Aline                         | MC Gui                        | Roça                                | Salvo                                | 2º lugar (Dia 96)                   | 17              |
| Solange               | Sede                                         | Bil                                      | Valentina                         | Erika                        | Marina                           | Sthe                             | Erasmo                       | Dynho                                                     | Sthe                         | Valentina                       | Gui Araujo                       | Sthe                          | Marina                        | MC Gui                        | Salva                               | Roça                                 | 3º lugar (Dia 96)                   | 22              |
| Marina                | Sede                                         | Liziane                                  | Erasmo                            | Solange                      | Dayane                           | Rico                             | Rico                         | Dayane                                                    | Fazendeira                   | Dynho                           | Gui Araujo                       | Sthe                          | Aline                         | MC Gui                        | Roça                                | Salva                                | 4º lugar (Dia 96)                   | 7               |
| Dynho                 | Sede                                         | Dayane                                   | Aline                             | Erika                        | Dayane                           | Rico                             | Solange (x2)                 | Solange                                                   | Solange                      | Rico                            | Solange                          | Rico                          | Marina                        | Mileide                       | Fazendeiro                          | Roça                                 | Eliminado (Dia 94)                  | 14              |
| Sthe                  | Paiol                                        | Liziane                                  | Tiago                             | Erasmo                       | Aline                            | Tiago                            | Erasmo                       | Solange                                                   | Solange                      | Rico                            | Solange                          | Rico                          | Marina                        | Bil                           | Salva                               | Roça                                 | Eliminada (Dia 94)                  | 13              |
| Aline                 | Sede                                         | Dynho                                    | Erasmo                            | Dynho                        | Lary                             | Gui Araujo                       | Dynho                        | Dynho                                                     | Sthe                         | Dynho (x2)                      | Gui Araujo                       | Sthe                          | Marina                        | Bil                           | Roça                                | Eliminada (Dia 93)                   | Eliminada (Dia 93)                  | 15              |
| MC Gui                | Sede                                         | Dayane                                   | Rico Bil                          | Erika                        | Dayane                           | Rico                             | Rico                         | Solange                                                   | Solange                      | Rico                            | Solange                          | Fazendeiro                    | Fazendeiro                    | Bil                           | Roça                                | Eliminado (Dia 93)                   | Eliminado (Dia 93)                  | 10              |
| Mileide               | Sede                                         | Liziane                                  | Rico Bil                          | Solange                      | Aline                            | Aline                            | Tiago                        | Solange                                                   | Solange                      | Valentina                       | Gui Araujo                       | Rico                          | Aline                         | Bil                           | Eliminada (Dia 89)                  | Eliminada (Dia 89)                   | Eliminada (Dia 89)                  | 5               |
| Dayane                | Sede                                         | Mussunzinho                              | Bil                               | Bil                          | Lary                             | Fazendeira                       | Dynho                        | Dynho                                                     | Sthe                         | Rico                            | Solange                          | Rico                          | Marina                        | Eliminada (Dia 82)            | Eliminada (Dia 82)                  | Eliminada (Dia 82)                   | Eliminada (Dia 82)                  | 11              |
| Gui Araujo            | Sede                                         | Liziane                                  | Erasmo                            | Fazendeiro                   | Aline (x2)                       | Rico                             | Solange (x2)                 | Solange                                                   | Valentina                    | Fazendeiro                      | Solange                          | Eliminado (Dia 75)            | Eliminado (Dia 75)            | Eliminado (Dia 75)            | Eliminado (Dia 75)                  | Eliminado (Dia 75)                   | Eliminado (Dia 75)                  | 11              |
| Valentina             | Sede                                         | Bil                                      | MC Gui                            | Bil                          | Mileide                          | Gui Araujo                       | Gui Araujo                   | Dynho                                                     | Sthe                         | Rico                            | Eliminada (Dia 68)               | Eliminada (Dia 68)            | Eliminada (Dia 68)            | Eliminada (Dia 68)            | Eliminada (Dia 68)                  | Eliminada (Dia 68)                   | Eliminada (Dia 68)                  | 7               |
| Tiago                 | Sede                                         | Erika                                    | Rico Bil                          | Erika                        | Dayane                           | Sthe                             | Mileide                      | Mileide                                                   | Sthe                         | Eliminado (Dia 61)              | Eliminado (Dia 61)               | Eliminado (Dia 61)            | Eliminado (Dia 61)            | Eliminado (Dia 61)            | Eliminado (Dia 61)                  | Eliminado (Dia 61)                   | Eliminado (Dia 61)                  | 3               |
| Erasmo                | Sede                                         | Tati                                     | Aline                             | Erika                        | Sthe                             | Marina                           | Rico                         | Solange                                                   | Eliminado (Dia 54)           | Eliminado (Dia 54)              | Eliminado (Dia 54)               | Eliminado (Dia 54)            | Eliminado (Dia 54)            | Eliminado (Dia 54)            | Eliminado (Dia 54)                  | Eliminado (Dia 54)                   | Eliminado (Dia 54)                  | 9               |
| Tati                  | Sede                                         | Erasmo                                   | Rico Bil                          | Erika                        | Aline                            | Rico                             | Rico                         | Eliminada (Dia 47)                                        | Eliminada (Dia 47)           | Eliminada (Dia 47)              | Eliminada (Dia 47)               | Eliminada (Dia 47)            | Eliminada (Dia 47)            | Eliminada (Dia 47)            | Eliminada (Dia 47)                  | Eliminada (Dia 47)                   | Eliminada (Dia 47)                  | 2               |
| Lary                  | Ausente                                      | Ausente                                  | Ausente                           | Erika                        | Aline                            | Aline                            | Eliminada (Dia 40)           | Eliminada (Dia 40)                                        | Eliminada (Dia 40)           | Eliminada (Dia 40)              | Eliminada (Dia 40)               | Eliminada (Dia 40)            | Eliminada (Dia 40)            | Eliminada (Dia 40)            | Eliminada (Dia 40)                  | Eliminada (Dia 40)                   | Eliminada (Dia 40)                  | 2               |
| Victor                | Sede                                         | Dayane                                   | Rico Bil                          | MC Gui                       | Valentina                        | Eliminado (Dia 33)               | Eliminado (Dia 33)           | Eliminado (Dia 33)                                        | Eliminado (Dia 33)           | Eliminado (Dia 33)              | Eliminado (Dia 33)               | Eliminado (Dia 33)            | Eliminado (Dia 33)            | Eliminado (Dia 33)            | Eliminado (Dia 33)                  | Eliminado (Dia 33)                   | Eliminado (Dia 33)                  | 1               |
| Erika                 | Sede                                         | Liziane                                  | Fazendeira                        | MC Gui                       | Eliminada (Dia 26)               | Eliminada (Dia 26)               | Eliminada (Dia 26)           | Eliminada (Dia 26)                                        | Eliminada (Dia 26)           | Eliminada (Dia 26)              | Eliminada (Dia 26)               | Eliminada (Dia 26)            | Eliminada (Dia 26)            | Eliminada (Dia 26)            | Eliminada (Dia 26)                  | Eliminada (Dia 26)                   | Eliminada (Dia 26)                  | 8               |
| Mussunzinho           | Sede                                         | Dayane                                   | Rico Bil                          | Eliminado (Dia 19)           | Eliminado (Dia 19)               | Eliminado (Dia 19)               | Eliminado (Dia 19)           | Eliminado (Dia 19)                                        | Eliminado (Dia 19)           | Eliminado (Dia 19)              | Eliminado (Dia 19)               | Eliminado (Dia 19)            | Eliminado (Dia 19)            | Eliminado (Dia 19)            | Eliminado (Dia 19)                  | Eliminado (Dia 19)                   | Eliminado (Dia 19)                  | 2               |
| Nego                  | Sede                                         | Medrado                                  | Expulso (Dia 14)                  | Expulso (Dia 14)             | Expulso (Dia 14)                 | Expulso (Dia 14)                 | Expulso (Dia 14)             | Expulso (Dia 14)                                          | Expulso (Dia 14)             | Expulso (Dia 14)                | Expulso (Dia 14)                 | Expulso (Dia 14)              | Expulso (Dia 14)              | Expulso (Dia 14)              | Expulso (Dia 14)                    | Expulso (Dia 14)                     | Expulso (Dia 14)                    | 1               |
| Liziane               | Sede                                         | Mileide                                  | Eliminada (Dia 12)                | Eliminada (Dia 12)           | Eliminada (Dia 12)               | Eliminada (Dia 12)               | Eliminada (Dia 12)           | Eliminada (Dia 12)                                        | Eliminada (Dia 12)           | Eliminada (Dia 12)              | Eliminada (Dia 12)               | Eliminada (Dia 12)            | Eliminada (Dia 12)            | Eliminada (Dia 12)            | Eliminada (Dia 12)                  | Eliminada (Dia 12)                   | Eliminada (Dia 12)                  | 5               |
| Medrado               | Sede                                         | Rico                                     | Desistente (Dia 12)               | Desistente (Dia 12)          | Desistente (Dia 12)              | Desistente (Dia 12)              | Desistente (Dia 12)          | Desistente (Dia 12)                                       | Desistente (Dia 12)          | Desistente (Dia 12)             | Desistente (Dia 12)              | Desistente (Dia 12)           | Desistente (Dia 12)           | Desistente (Dia 12)           | Desistente (Dia 12)                 | Desistente (Dia 12)                  | Desistente (Dia 12)                 | 2               |
| Krawk                 | Paiol                                        | Eliminado (Dia 4)                        | Eliminado (Dia 4)                 | Eliminado (Dia 4)            | Eliminado (Dia 4)                | Eliminado (Dia 4)                | Eliminado (Dia 4)            | Eliminado (Dia 4)                                         | Eliminado (Dia 4)            | Eliminado (Dia 4)               | Eliminado (Dia 4)                | Eliminado (Dia 4)             | Eliminado (Dia 4)             | Eliminado (Dia 4)             | Eliminado (Dia 4)                   | Eliminado (Dia 4)                    | Eliminado (Dia 4)                   | —               |
| Mah                   | Paiol                                        | Eliminada (Dia 4)                        | Eliminada (Dia 4)                 | Eliminada (Dia 4)            | Eliminada (Dia 4)                | Eliminada (Dia 4)                | Eliminada (Dia 4)            | Eliminada (Dia 4)                                         | Eliminada (Dia 4)            | Eliminada (Dia 4)               | Eliminada (Dia 4)                | Eliminada (Dia 4)             | Eliminada (Dia 4)             | Eliminada (Dia 4)             | Eliminada (Dia 4)                   | Eliminada (Dia 4)                    | Eliminada (Dia 4)                   | —               |
| Alisson               | Paiol                                        | Eliminado (Dia 4)                        | Eliminado (Dia 4)                 | Eliminado (Dia 4)            | Eliminado (Dia 4)                | Eliminado (Dia 4)                | Eliminado (Dia 4)            | Eliminado (Dia 4)                                         | Eliminado (Dia 4)            | Eliminado (Dia 4)               | Eliminado (Dia 4)                | Eliminado (Dia 4)             | Eliminado (Dia 4)             | Eliminado (Dia 4)             | Eliminado (Dia 4)                   | Eliminado (Dia 4)                    | Eliminado (Dia 4)                   | —               |
|                       |                                              |                                          |                                   |                              |                                  |                                  |                              |                                                           |                              |                                 |                                  |                               |                               |                               |                                     |                                      |                                     |                 |
| Notas                 | [ nota 19 ]                                  | [ nota 20 ]                              | [ nota 21 ]                       | [ nota 22 ]                  | [ nota 23 ]                      | [ nota 24 ]                      | [ nota 25 ]                  | [ nota 26 ]                                               | [ nota 27 ]                  | [ nota 28 ]                     | [ nota 29 ]                      | [ nota 30 ]                   | [ nota 30 ]                   | [ nota 31 ]                   | [ nota 32 ]                         | [ nota 32 ]                          | [ nota 33 ]                         |                 |
| Desistente            |                                              | Medrado                                  | (nenhum)                          | (nenhum)                     | (nenhum)                         | (nenhum)                         | (nenhum)                     | (nenhum)                                                  | (nenhum)                     | (nenhum)                        | (nenhum)                         | (nenhum)                      | (nenhum)                      | (nenhum)                      | (nenhum)                            | (nenhum)                             | (nenhum)                            |                 |
| Expulso               |                                              |                                          | Nego                              | (nenhum)                     | (nenhum)                         | (nenhum)                         | (nenhum)                     | (nenhum)                                                  | (nenhum)                     | (nenhum)                        | (nenhum)                         | (nenhum)                      | (nenhum)                      | (nenhum)                      | (nenhum)                            | (nenhum)                             | (nenhum)                            |                 |
| Pré-Roça              | (nenhum)                                     | Nego Liziane Solange Erika               | Mussunzinho Bil Dayane Gui Araujo | Rico Erika Tiago Dayane      | Gui Araujo Aline Victor Dayane   | Bil Gui Araujo Valentina Lary    | MC Gui Rico Tati Sthe        | Rico Solange Erasmo Marina                                | Dayane Sthe Tiago Gui Araujo | Aline Rico Valentina Solange    | MC Gui Gui Araujo Dayane Bil     | Solange Rico Dayane Marina    | Solange Rico Dayane Marina    | Aline Dynho Mileide Solange   | (nenhum)                            | (nenhum)                             | (nenhum)                            |                 |
| Vetado                | (nenhum)                                     | Nego                                     | Mussunzinho                       | Tiago                        | Gui Araujo                       | Valentina                        | MC Gui Rico                  | Erasmo                                                    | Tiago                        | Aline                           | Gui Araujo                       | Dayane                        | Dayane                        | Mileide                       | (nenhum)                            | (nenhum)                             | (nenhum)                            |                 |
| Salvo                 | (nenhum)                                     | Erika                                    | Gui Araujo                        | Rico                         | Dayane                           | Bil                              | Sthe                         | Marina                                                    | Gui Araujo                   | Rico                            | MC Gui                           | Rico                          | Rico                          | Dynho                         | (nenhum)                            | (nenhum)                             | (nenhum)                            |                 |
| Roça                  | Alisson Krawk Mah Sthe                       | Liziane Nego Solange                     | Bil Dayane Mussunzinho            | Dayane Erika Tiago           | Aline Gui Araujo Victor          | Gui Araujo Lary Valentina        | MC Gui Rico Tati             | Erasmo Rico Solange                                       | Dayane Sthe Tiago            | Aline Solange Valentina         | Bil Dayane Gui Araujo            | Dayane Marina Solange         | Dayane Marina Solange         | Aline Mileide Solange         | Aline Bil Marina MC Gui             | Dynho Rico Solange Sthe              | Bil Marina Rico Solange             |                 |
| Eliminado             | Alisson 3,71% para entrar                    | Liziane 26,15% para continuar            | Mussunzinho 23,52% para continuar | Erika 30,24% para continuar  | Victor 22,82% para continuar     | Lary 9,61% para continuar        | Tati 15,78% para continuar   | Erasmo 19,91% para continuar                              | Tiago 26,87% para continuar  | Valentina 15,38% para continuar | Gui Araujo 18,32% para continuar | Dayane 27% para continuar     | Dayane 27% para continuar     | Mileide 32,38% para continuar | MC Gui 7,44% para continuar         | Dynho 1,89% para continuar           | Marina 2,77% (entre 4) para vencer  |                 |
| Eliminado             | Mah 13,29% para entrar                       | Liziane 26,15% para continuar            | Mussunzinho 23,52% para continuar | Erika 30,24% para continuar  | Victor 22,82% para continuar     | Lary 9,61% para continuar        | Tati 15,78% para continuar   | Erasmo 19,91% para continuar                              | Tiago 26,87% para continuar  | Valentina 15,38% para continuar | Gui Araujo 18,32% para continuar | Dayane 27% para continuar     | Dayane 27% para continuar     | Mileide 32,38% para continuar | MC Gui 7,44% para continuar         | Dynho 1,89% para continuar           | Solange 3,70% (entre 3) para vencer |                 |
| Eliminado             | Mah 13,29% para entrar                       | Liziane 26,15% para continuar            | Mussunzinho 23,52% para continuar | Erika 30,24% para continuar  | Victor 22,82% para continuar     | Lary 9,61% para continuar        | Tati 15,78% para continuar   | Erasmo 19,91% para continuar                              | Tiago 26,87% para continuar  | Valentina 15,38% para continuar | Gui Araujo 18,32% para continuar | Dayane 27% para continuar     | Dayane 27% para continuar     | Mileide 32,38% para continuar | Aline 19,77% para continuar         | Sthe 10,45% para continuar           | Solange 3,70% (entre 3) para vencer |                 |
| Eliminado             | Krawk 15,81% para entrar                     | Liziane 26,15% para continuar            | Mussunzinho 23,52% para continuar | Erika 30,24% para continuar  | Victor 22,82% para continuar     | Lary 9,61% para continuar        | Tati 15,78% para continuar   | Erasmo 19,91% para continuar                              | Tiago 26,87% para continuar  | Valentina 15,38% para continuar | Gui Araujo 18,32% para continuar | Dayane 27% para continuar     | Dayane 27% para continuar     | Mileide 32,38% para continuar | Aline 19,77% para continuar         | Sthe 10,45% para continuar           | Bil 18,83% (entre 3) para vencer    |                 |
| Outras %              | Sthe 67,19% para entrar                      | Solange 26,44% para continuar            | Bil 30,56% para continuar         | Dayane 33,69% para continuar | Gui Araujo 25,93% para continuar | Gui Araujo 28,24% para continuar | MC Gui 20,41% para continuar | Solange 23,97% para continuar                             | Dayane 33,07% para continuar | Solange 38,44% para continuar   | Dayane 24,67% para continuar     | Solange 32,74% para continuar | Solange 32,74% para continuar | Solange 32,48% para continuar | Bil Não divulgado para continuar    | Rico Não divulgado para continuar    | Rico 77,47% (entre 3) para vencer   |                 |
| Outras %              | Sthe 67,19% para entrar                      | Nego 47,41% para continuar               | Dayane 45,92% para continuar      | Tiago 36,07% para continuar  | Aline 51,25% para continuar      | Valentina 62,15% para continuar  | Rico 63,81% para continuar   | Rico 56,12% para continuar                                | Sthe 40,06% para continuar   | Aline 46,18% para continuar     | Bil 57,01% para continuar        | Marina 40,26% para continuar  | Marina 40,26% para continuar  | Aline 35,14% para continuar   | Marina Não divulgado para continuar | Solange Não divulgado para continuar | Rico 77,47% (entre 3) para vencer   |                 |

#### Legendas
|  | Imune |  | Vetado(a) |

## Classificação geral
| Pos.  | Participante          | Meio de indicação        | % para continuar | Eliminado em |
| ----- | --------------------- | ------------------------ | ---------------- | ------------ |
| 1     | Rico Melquiades       | Finalistas               | 77,47%           | —            |
| 2     | Bil Araújo            | Finalistas               | 18,83%           | —            |
| 3     | Solange Gomes         | Finalistas               | 3,70%            | —            |
| 4     | Marina Ferrari        | Finalistas               | 2,77%            | —            |
| 5–6   | Dynho Alves           | Prova Final (Dynho)      | 1,89%            | Semana 13    |
| 5–6   | Sthe Matos            | Prova Final (Dynho)      | 10,45%           | Semana 13    |
| 7–8   | Aline Mineiro         | Prova Final (MC Gui)     | 19,77%           | Semana 13    |
| 7–8   | MC Gui                | Prova Final (MC Gui)     | 7,44%            | Semana 13    |
| 9     | Mileide Mihaile       | Poder do Lampião (Dynho) | 32,38%           | Semana 12    |
| 10    | Dayane Mello          | Baia (Rico)              | 27%              | Semana 11    |
| 11    | Gui Araujo            | Peões (5 votos)          | 18,32%           | Semana 10    |
| 12    | Valentina Francavilla | Poder do Lampião (Dynho) | 15,38%           | Semana 9     |
| 13    | Tiago Piquilo         | Baia (Sthe)              | 26,87%           | Semana 8     |
| 14    | Erasmo Viana          | Baia (Solange)           | 19,91%           | Semana 7     |
| 15    | Tati Quebra Barraco   | Baia (Rico)              | 15,78%           | Semana 6     |
| 16    | Lary Bottino          | Resta Um                 | 9,61%            | Semana 5     |
| 17    | Victor Pecoraro       | Baia (Aline)             | 22,82%           | Semana 4     |
| 18    | Erika Schneider       | Peões (7 votos)          | 30,24%           | Semana 3     |
| 19    | Mussunzinho           | Fazendeira (Erika)       | 23,52%           | Semana 2     |
| 20    | Nego do Borel         | Expulso                  | Expulso          | Semana 2     |
| 21    | Liziane Gutierrez     | Peões (4 votos)          | 26,15%           | Semana 1     |
| 22    | Medrado               | Desistente               | Desistente       | Semana 1     |
| 23–25 | Alisson Jordan        | Paiol                    | 3,71%            | Semana 1     |
| 23–25 | Krawk                 | Paiol                    | 15,81%           | Semana 1     |
| 23–25 | Mah Tavares           | Paiol                    | 13,29%           | Semana 1     |

## Participações especiais

### Apresentações musicais
| Data                   | Artista                | Tema                                                                     | Ref.   |
| ---------------------- | ---------------------- | ------------------------------------------------------------------------ | ------ |
| 17 de setembro de 2021 | Kevin O Chris          | Festa Trends (show transmitido por telão aos participantes)              | [ 78 ] |
| 24 de setembro de 2021 | Bruno Martini          | Festa Glow In The Dark                                                   | [ 79 ] |
| 8 de outubro de 2021   | Make U Sweat           | Festa Cassino                                                            | [ 80 ] |
| 15 de outubro de 2021  | Zé Neto & Cristiano    | Festa Parque de Diversões (show transmitido por telão aos participantes) | [ 81 ] |
| 22 de outubro de 2021  | Zé Vaqueiro            | Festa Selva (show transmitido por telão aos participantes)               | [ 82 ] |
| 29 de outubro de 2021  | Dennis DJ              | Festa Fantasia                                                           | [ 83 ] |
| 12 de novembro de 2021 | Menos é Mais           | Festa Pagode na Laje (show transmitido por telão aos participantes)      | [ 84 ] |
| 19 de novembro de 2021 | Joelma                 | Festa Polar (show transmitido por telão aos participantes)               | [ 85 ] |
| 26 de novembro de 2021 | Matheus & Kauan        | Festa Velho Oeste (show transmitido por telão aos participantes)         | [ 86 ] |
| 3 de dezembro de 2021  | Marcos & Belutti       | Festa Chocolate (show transmitido por telão aos participantes)           | [ 87 ] |
| 10 de dezembro de 2021 | Tierry                 | Festa Galáxia (show transmitido por telão aos participantes)             | [ 88 ] |
| 15 de dezembro de 2021 | Os Barões da Pisadinha | Festa Final (show transmitido por telão aos participantes)               | [ 89 ] |

### Outras visitas
| Data                   | Artista       | Motivo                                                                                      | Ref.   |
| ---------------------- | ------------- | ------------------------------------------------------------------------------------------- | ------ |
| 4 de novembro de 2021  | Niina Secrets | Ação especial: Spa Seda (ação transmitida por telão aos participantes)                      | [ 90 ] |
| 17 de novembro de 2021 | Preta Araujo  | Ação especial: Dia da Consciência Negra Seda (ação transmitida por telão aos participantes) | [ 91 ] |

## Audiência
Os dados são providos pelo IBOPE e se referem ao público da Grande São Paulo.
| Data de transmissão | SEG.            | TER.            | QUA.            | QUI.            | SEX.            | SÁB.            | DOM.            | Média semanal |
| ------------------- | --------------- | --------------- | --------------- | --------------- | --------------- | --------------- | --------------- | ------------- |
| 13/09 a 19/09/2021  | 7,2             | 12,0            | 10,2            | 10,2            | 9,4             | 8,2             | 7,6             | 9,6           |
| 20/09 a 26/09/2021  | 9,8             | 9,4             | 8,9             | 10,1            | 8,1             | 9,7             | 8,3             | 9,1           |
| 27/09 a 03/10/2021  | 9,4             | 8,9             | 9,3             | 10,0            | 10,1            | 7,0             | 6,4             | 8,7           |
| 04/10 a 10/10/2021  | 9,2             | 9,3             | 9,0             | 9,7             | 9,9             | 6,9             | 6,6             | 8,6           |
| 11/10 a 17/10/2021  | 9,1             | 10,5            | 9,3             | 10,3            | 9,9             | 6,8             | 7,4             | 9,0           |
| 18/10 a 24/10/2021  | 8,9             | 8,6             | 10,5            | 10,1            | 9,1             | 7,2             | 8,7             | 9,0           |
| 25/10 a 31/10/2021  | 10,1            | 9,9             | 10,0            | 10,6            | 7,2             | 7,0             | 7,6             | 8,9           |
| 01/11 a 07/11/2021  | 10,2            | 10,6            | 11,1            | 10,2            | 7,1             | 6,7             | 7,7             | 9,0           |
| 08/11 a 14/11/2021  | 9,1             | 10,4            | 10,4            | 10,6            | 9,1             | 7,4             | 7,8             | 9,2           |
| 15/11 a 21/11/2021  | 9,6             | 11,9            | 11,6            | 11,0            | 10,9            | 9,2             | 6,0             | 10,0          |
| 22/11 a 28/11/2021  | 9,5             | 10,5            | 10,6            | 10,8            | 8,2             | 6,9             | 6,6             | 9,0           |
| 29/11 a 05/12/2021  | 9,2             | 10,1            | 9,7             | 10,1            | 9,1             | 7,0             | 7,6             | 8,9           |
| 06/12 a 12/12/2021  | 9,1             | 10,6            | 9,9             | 9,9             | 9,1             | 6,9             | 8,8             | 9,1           |
| 13/12 a 16/12/2021  | 10,8            | 10,7            | 10,3            | 12,5            | —               | —               | —               | 11,0          |
| 14/09 a 16/12/2021  | Média da edição | Média da edição | Média da edição | Média da edição | Média da edição | Média da edição | Média da edição | 9,2           |

- Em 2021, cada ponto representa 76,5 mil domicílios ou 205,3 mil pessoas na Grande São Paulo.[186]

## Prêmios e indicações
| Ano  | Premiação                   | Categoria                             | Indicação        | Resultado | Ref.    |
| ---- | --------------------------- | ------------------------------------- | ---------------- | --------- | ------- |
| 2021 | Prêmio POP Mais             | Melhor Participante de Reality        | Bil Araújo       | Indicado  | [ 187 ] |
| 2021 | Prêmio POP Mais             | Melhor Participante de Reality        | Dayane Mello     | Venceu    | [ 187 ] |
| 2021 | Prêmio Contigoǃ Online 2021 | Melhor Reality Show                   | A Fazenda 13     | Indicado  | [ 188 ] |
| 2021 | Prêmio F5                   | Melhor Reality                        | A Fazenda 13     | Pendente  | [ 189 ] |
| 2021 | Prêmio F5                   | Melhor Apresentador de entretenimento | Adriane Galisteu | Pendente  | [ 189 ] |
| 2021 | Splash Awards               | Melhor Apresentação de Reality Show   | Adriane Galisteu | Indicada  | [ 190 ] |
| 2021 | Splash Awards               | Melhor Participante de Reality        | Bil Araújo       | Indicado  | [ 190 ] |
| 2021 | Splash Awards               | Melhor Participante de Reality        | Dayane Mello     | Venceu    | [ 190 ] |
| 2021 | Splash Awards               | Melhor Participante de Reality        | Rico Melquiades  | Indicado  | [ 190 ] |
| 2021 | Prêmio Notícias da TV       | Melhor Apresentador(a)                | Adriane Galisteu | Indicada  | [ 191 ] |
| 2021 | Prêmio Notícias da TV       | Melhor Reality Show                   | A Fazenda 13     | Indicado  | [ 191 ] |
| 2021 | Prêmio Glow                 | Melhor Reality Show                   | A Fazenda 13     | Indicado  | [ 192 ] |
| 2021 | Prêmio Glow                 | Melhor Apresentador(a) de TV          | Adriane Galisteu | Indicada  | [ 192 ] |
| 2021 | Prêmio Área VIP             | Melhor Apresentadora                  | Adriane Galisteu | Venceu    | [ 193 ] |
| 2021 | Prêmio Área VIP             | Melhor Participante de Reality Show   | Rico Melquiades  | Indicado  | [ 193 ] |
| 2021 | Prêmio Área VIP             | Personalidade da Mídia                | Dayane Mello     | Venceu    | [ 193 ] |
| 2021 | Prêmio Área VIP             | Personalidade da Mídia                | Mileide Mihaile  | Indicada  | [ 193 ] |
| 2021 | Prêmio Área VIP             | Melhor Reality Show                   | A Fazenda 13     | Indicado  | [ 193 ] |